# Miroir dans l'art

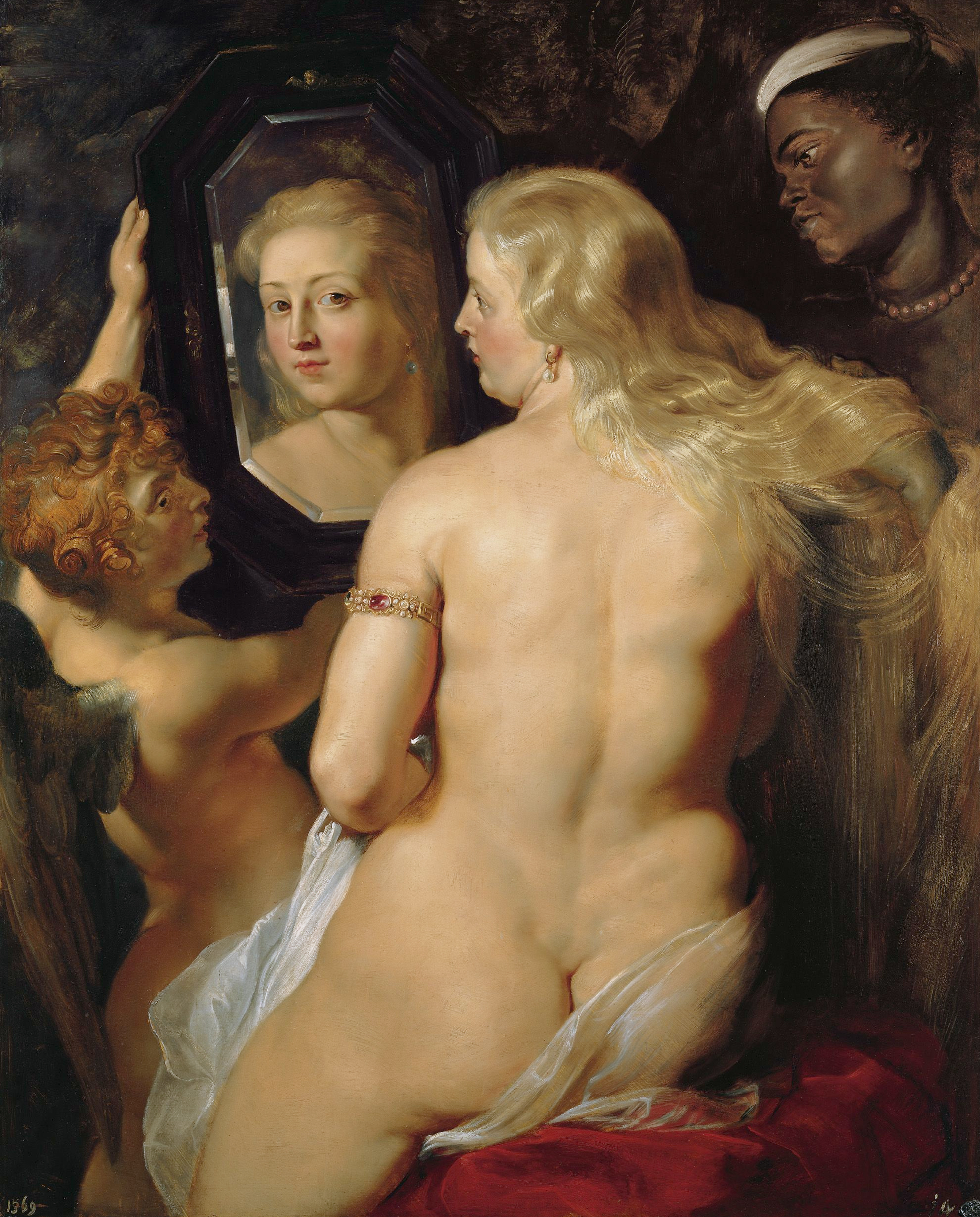
Vénus au miroir, de Pierre-Paul Rubens, vers 1615.

Le miroir dans l'art relate, depuis son origine avec l'invention du verre il y a plus de 3 000 ans, l'importance du miroir comme thème dans le domaine des arts visuels.
Lié à la question de la représentation, le miroir entretient un rapport de longue date avec la peinture : quelles influences a-t-il pu avoir sur la peinture et sur l'idéologie de ces cinq derniers siècles ? 
De l'Antiquité à l'âge classique, le miroir avait une fonction propre dans la représentation picturale, puis, par l'ambition de certains artistes, cette vision a subi de nombreux bouleversements jusqu'à notre époque contemporaine.

## Le miroir dans l'Antiquité

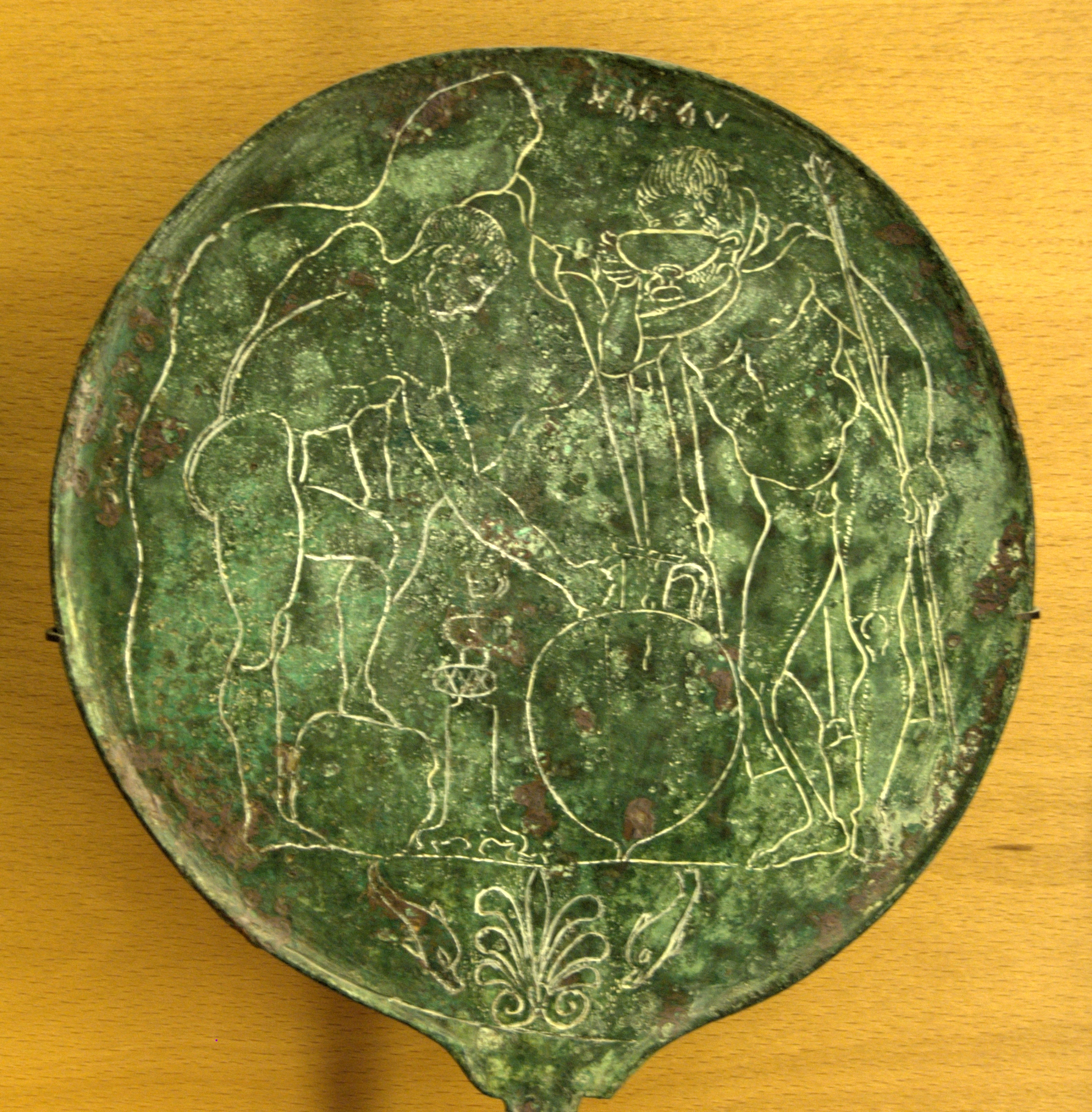
Miroir étrusque à manche, Musée du Louvre Paris.

Dans l'Antiquité, la plupart des miroirs étaient faits de verre, petits et convexes, mais les plus répandus étaient, eux, en métal poli comme le bronze, l'argent, ou même l'acier.
À cette époque, l'art de l'imitation n'était pas la seule conception de la représentation picturale. En effet, ceux qui ne s'attachaient qu'à vouloir représenter la réalité de la manière la plus fidèle possible étaient considérés comme des illusionnistes, des imitateurs.
L'Art n'existait pas, pour l'époque, comme une expression. C'est pourquoi, les peintres privilégiaient le récit, au réalisme de la représentation, en s'inspirant de l'art mystérieux de l'Égypte.
En opposition, dans la Grèce du milieu du Ve siècle av. J.-C., l'évolution des Arts Plastiques a mis en place un réel progrès dans la représentation picturale qui peu à peu, se tournait vers l'imitation la plus poussée, allant vers la perfection de la ressemblance.

## Le miroir au Moyen Âge

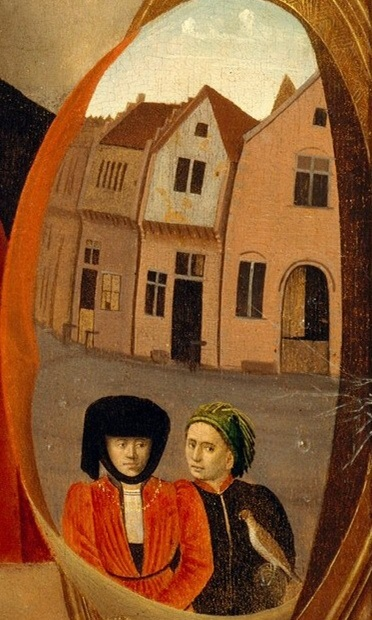
Petrus Christus,
détail de Un orfèvre dans son atelier
1449

Au Moyen Âge, la vision du miroir a changé. Il est à la fois instrument diabolique et miroir divin. Objet de nombreuses superstitions, le miroir en peinture n'a pas uniquement une fonction de mise en abyme, il n'est qu'objet symbolique.
Ce n'est qu'en 1435 qu'apparaît la notion de Miroir comme « Emblème de la peinture ».
En effet, Leon Battista Alberti dans son De Pictura, fait de Narcisse l'inventeur de la peinture. « C'est pourquoi j'ai l'habitude de dire à mes amis que l'inventeur de la peinture, selon la formule des poètes, a dû être ce Narcisse qui fut changé en fleur, car s'il est vrai que la peinture est la fleur de tous les Arts, alors la fable de Narcisse convient parfaitement à la peinture. Elle est autre chose que l'art d'embrasser ainsi la surface de l'eau ». C'est ainsi, par le reflet dans l'eau clair de Narcisse, que le Miroir devient, selon Alberti, l'emblème de la peinture.
Alberti voit donc la peinture comme une fenêtre ouverte sur l'histoire, qui donne à voir la réalité.
C'est également à cette époque qu'apparaissent les premiers tableaux utilisant des miroirs bombés, comme notamment en 1434 avec Les Époux Arnolfini de Jan van Eyck ou même Le Miroir de saint Eloi de Petrus Christus en 1449.
La représentation du miroir en peinture, en cette fin de Moyen Âge (ou début de la Renaissance italienne), commence donc à créer une mise en abyme de l'image.

## Le miroir à la Renaissance
La Renaissance fut une période fondamentale en ce qui concerne la théorisation de la perspective et la mise en place du Miroir comme emblème de la peinture.

### Le miroir et la perspective
Filippo Brunelleschi, architecte florentin du XVe siècle, rend le statut de la peinture réflectif. En effet, la peinture s'attache donc à représenter le monde de la manière la plus réaliste possible.
C'est en 1415 et l'expérience de la Tavoletta que Brunelleschi invente et démontre la perspective. Il avait réalisé une peinture ressemblante du baptistère San Giovanni à Florence, en se plaçant devant la porte centrale de la cathédrale Santa Maria del Fiore. L'expérience consistait donc à prendre ce petit tableau (41 cm de côté environ) dans une main, à coller son œil au revers du tableau contre un orifice et, dans l'autre main, à tenir un miroir qui faisait face au tableau. L'image du miroir confrontait ainsi le vrai et le reflet.
La perspective suit l'idée de la vision albertienne du tableau comme fenêtre ouverte sur le monde car elle met en scène les spectateurs en les introduisant directement par l'illusion dans le tableau; c'est pourquoi elle fut énormément utilisée par les peintres de la Renaissance.
| Les Ménines de Diego Vélasquez |  | Détail montrant Vélasquez |  | Détail du miroir avec l'image réfléchie de Philippe IV et Mariana. |
| Les Ménines de Diego Vélasquez |  | Détail montrant Vélasquez |  | Détail du miroir avec l'image réfléchie de Philippe IV et Mariana. |

Les progrès de la miroiterie du XVIe siècle vont donc mettre en relief de nouvelles fonctions aux miroirs, qui se répercuteront sur la peinture. Ce n'est évidemment pas la seule explication de l'utilisation du miroir en peinture, mais il est évident que l'expérience de la Tavoletta n'aurait pu se réaliser avec les petits miroirs bombés du Moyen Âge.
Le miroir dans la peinture de la Renaissance sert donc à la ressemblance et à l'imitation de la nature. Mais ce n'est pas l'essentiel. Les artistes et penseurs humanistes construisent une théorie de l'art fondée sur l'idée que le peintre, au même titre que la philosophie et la religion, aspire à une élévation de l'âme.
Selon la célèbre expression de Léonard de Vinci, la peinture devient « cosa mentale », méditation, et le peintre devient metteur en scène de la représentation.

### Le miroir et l'autoportrait
|                                                                                   |  |  |
| Les Époux Arnolfini par Jan van Eyck en 1434 : vue d'ensemble et détail du miroir |  |  |

Selon la vision Albertienne du miroir, Narcisse est l'inventeur de la peinture et l'auteur de l'autoportrait, car en se penchant sur son reflet il est tombé amoureux de lui-même.
Le miroir est un outil très important pour l'artiste, d'autant plus s'il réalise des autoportraits. Il est nécessaire pour le peintre lors de la création mais peut aussi avoir plusieurs fonctions.
Jan van Eyck exécute un autoportrait de façon pour le moins originale dans son célèbre tableau Les Époux Arnolfini, en 1434. Derrière le couple, au fond de la pièce dans laquelle il se trouve, donc derrière lui, apparaît un miroir. Celui-ci représente donc ce que le couple est en train de voir, notamment, tout petit, le peintre en train de réaliser son tableau (principe de la mise en abîme).

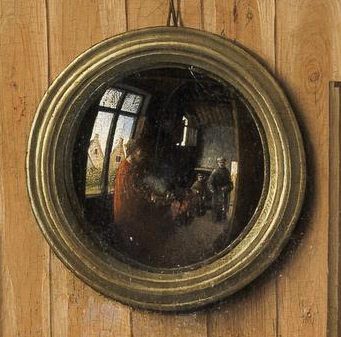
Détail du Triptyque de Werl, peint en 1438 par Robert Campin.

Qui plus est, au-dessus de ce tableau, donc "sur le mur", est minutieusement inscrite cette citation : « Johannes de Eyck fuit hic » (Jan van Eyck fut ici). Ces mots ont valeur de signature car le spectateur comprend implicitement qu'ils ne figurent pas réellement sur le mur. C'est donc doublement, par l'écriture comme par la représentation de lui-même dans le miroir, que Van Eyck suggère sa présence et sa proximité avec le couple.
Quatre ans plus tard, dans le Triptyque de Werl de Robert Campin, on retrouve le principe de la représentation du peintre dans celle d'un miroir convexe accroché sur une paroi perpendiculaire au regard du peintre... puis celui du spectateur.
Comme le disait Alberti, l'artiste se doit de « reproduire la réalité projetée sur une surface réfléchissante », et n'a pas d'autre moyen de se représenter sans se regarder dans le miroir.
Par la suite, les artistes flamands seront de plus en plus nombreux à réaliser leurs autoportraits sous la forme de reflets dans des miroirs  tout en représentant les miroirs eux-mêmes. 

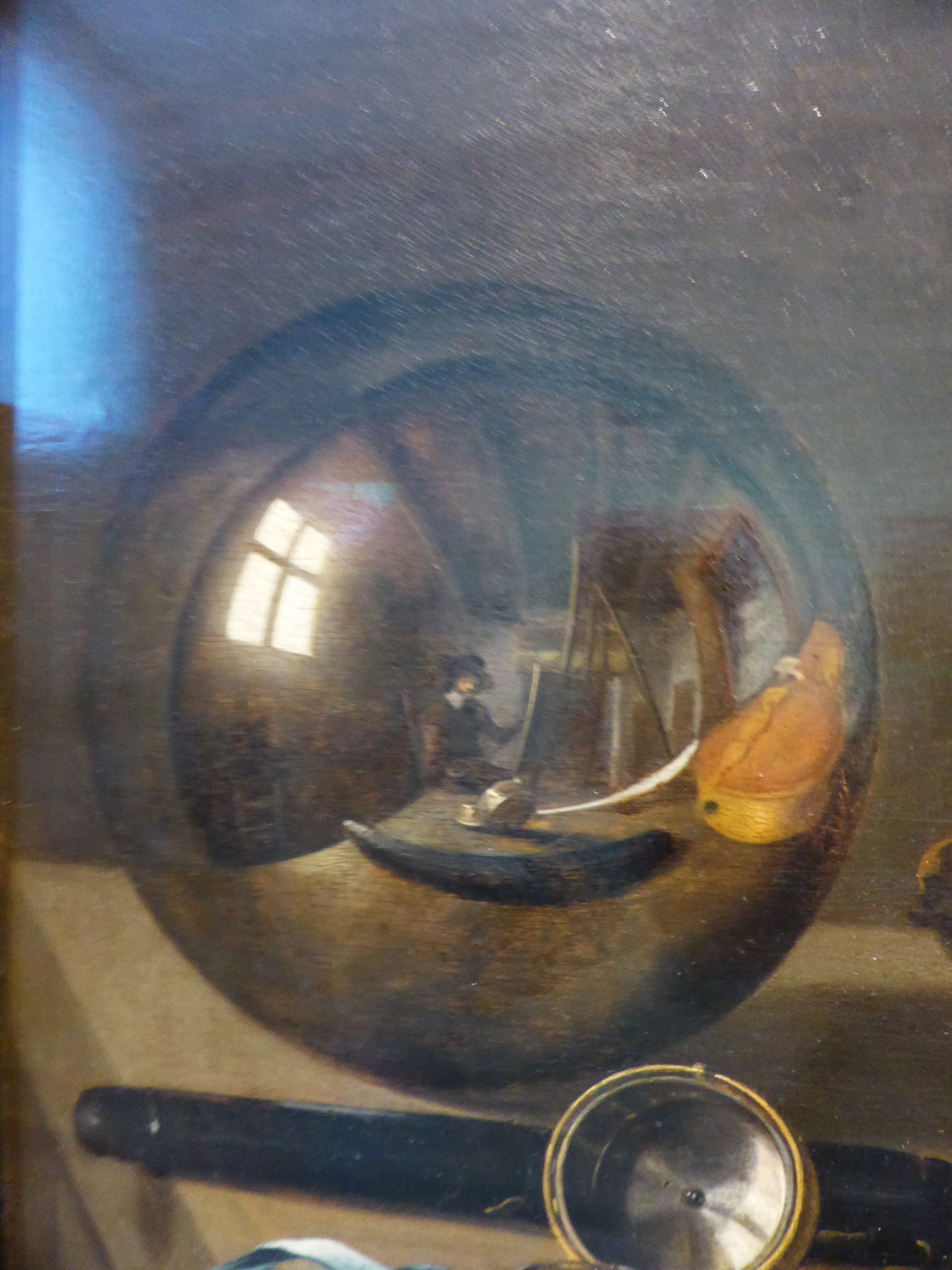
Pieter Claesz Nature morte aux instruments de musique (détail) 1628
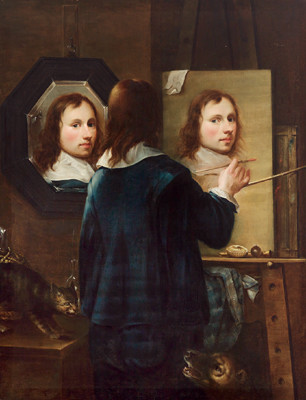
Johannes Gumpp 1646
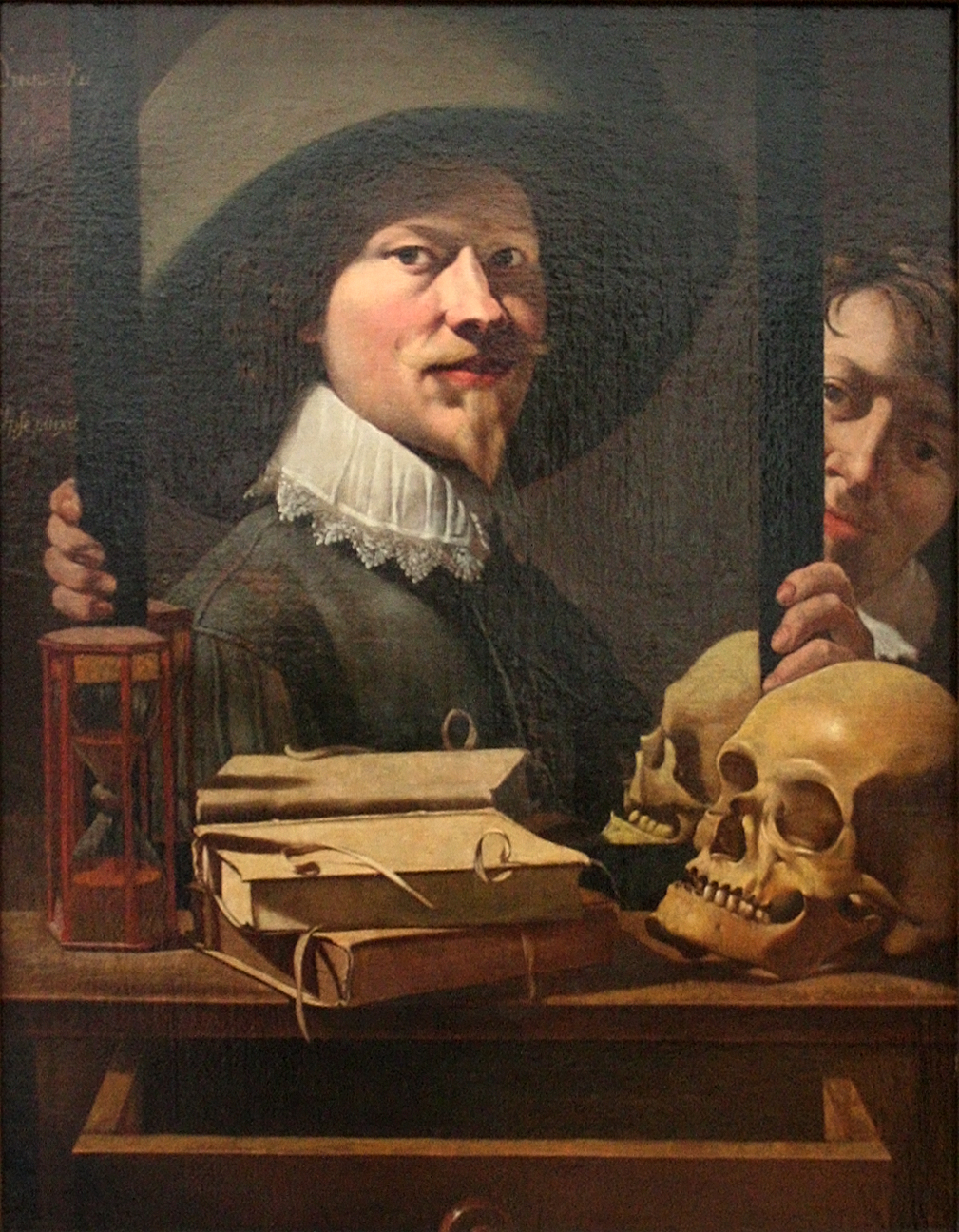
Antoine Steenwinkel 2ème moitié du XVIIe siècle
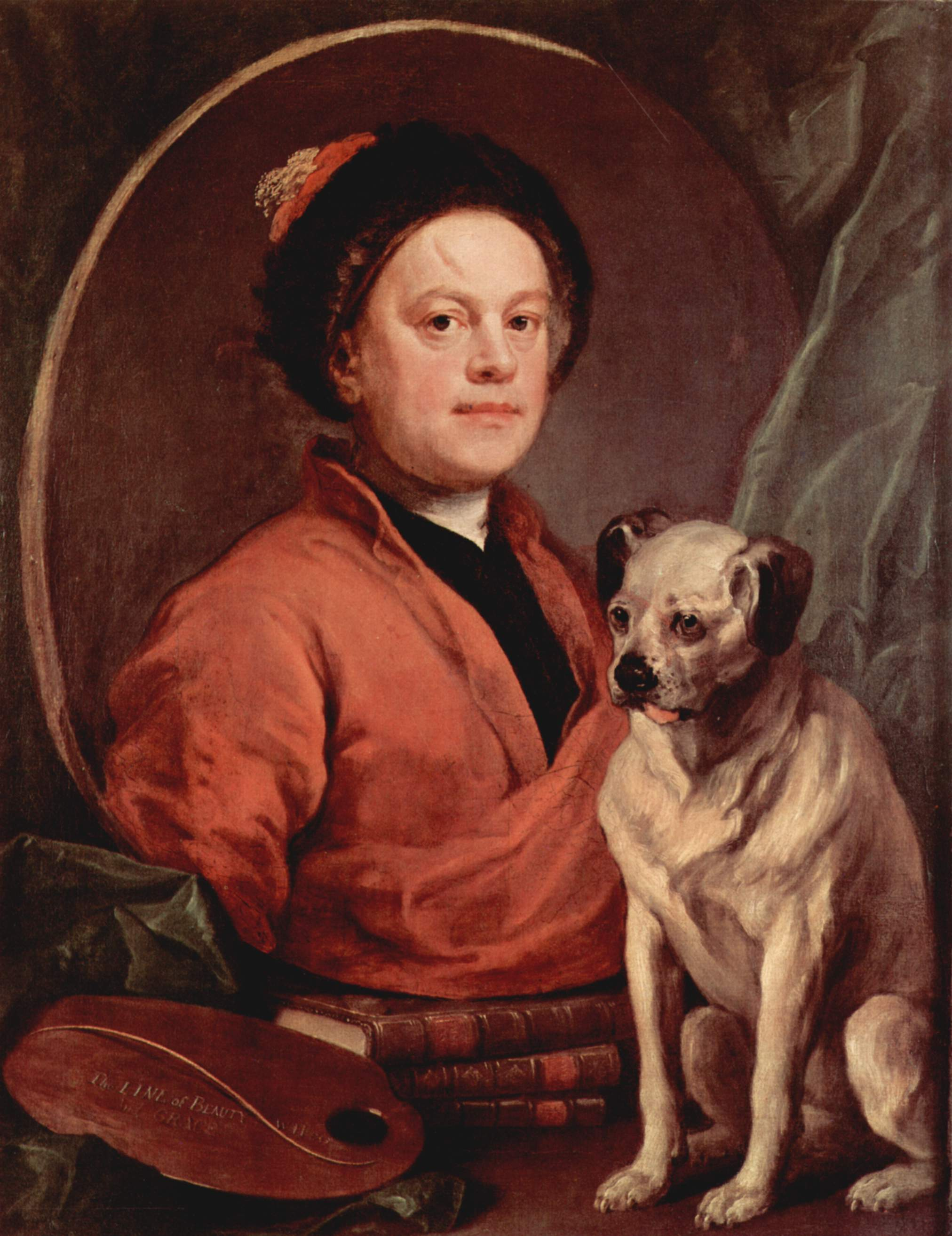
William Hogarth 1745
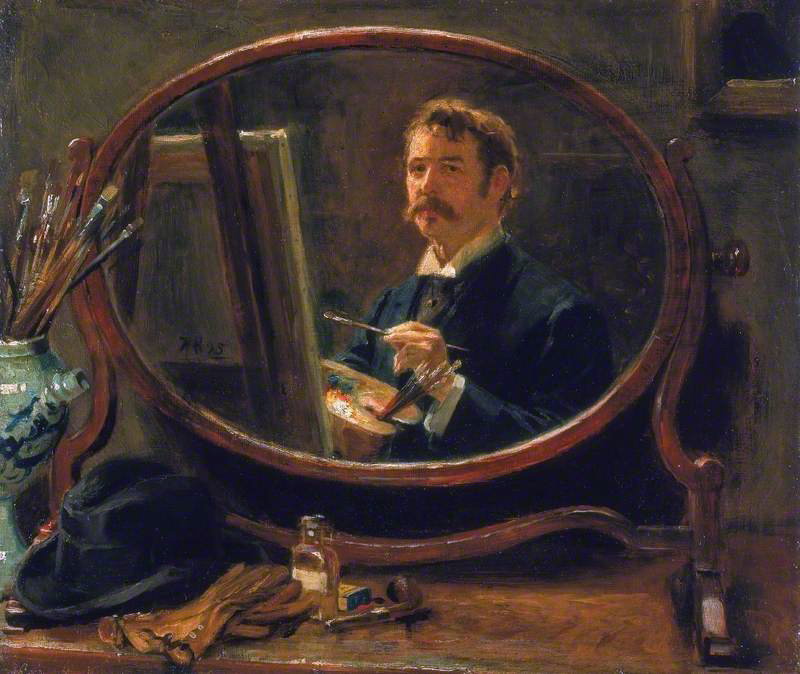
Ralph Hedley 1895

## Le miroir moderne
Le miroir a, jusqu'au XVIIe siècle, été considéré comme l'emblème par excellence de la peinture. En effet, les artistes de la Renaissance avaient comme but principal de créer des œuvres toujours plus fidèles, les unes que les autres, à la réalité.
Cette vision a peu à peu évolué au cours des siècles grâce à bon nombre d'artistes qui voulurent rompre avec cette vision emblématique du miroir du XVIIe siècle.
Peu à peu, des penseurs comme Hegel ont voulu mettre en avant le rôle du peintre lui-même, imposant leur propre touche à leurs œuvres. On parle donc de s'approprier la nature par la représentation.
Se pose donc la question de la mimèsis qui n'est plus le souci principal du peintre du XXe siècle. En effet, la peinture du XXe siècle aurait comme objectifs principaux, à la fois la représentation illusionniste (mimesis) mais également la peinture en tant qu'objet matériel.
C'est pourquoi, afin de rompre avec la conception classique, plusieurs artistes se servent du miroir comme écart ou outil de déformation.

### Manet et le miroir

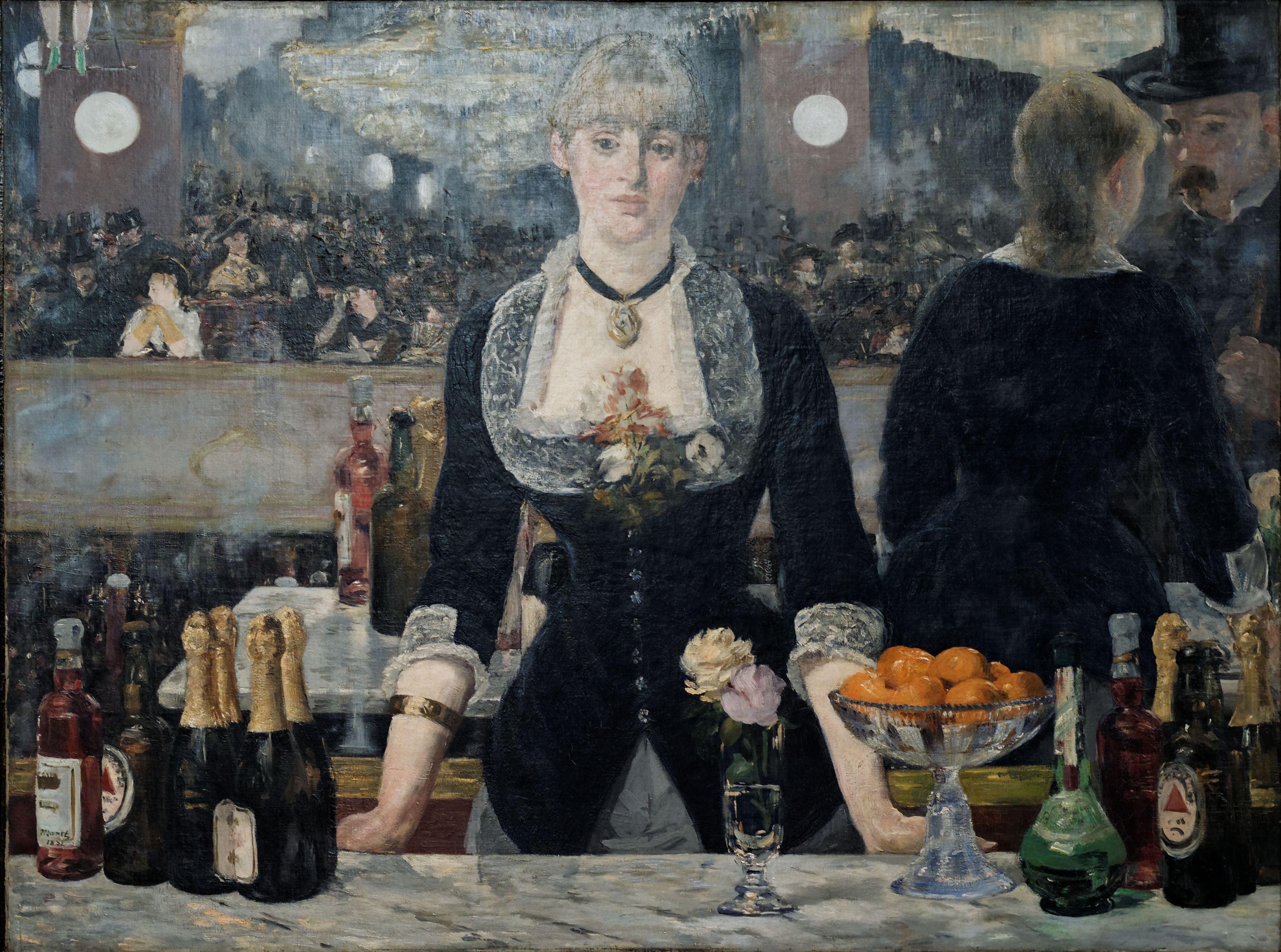
Un bar aux Folies Bergère,
Édouard Manet

Dans le célèbre tableau de Manet, Un bar aux Folies Bergère, Manet veut rompre avec l'esthétique albertienne de la peinture.
À l'inverse des artistes de la Renaissance qui avaient pour but de rendre invisible la surface du tableau, Manet lui, s'en sert pour introduire une nouvelle vision du tableau qui est celle du « tableau-objet ». Il inclut de cette manière le spectateur qui n'est plus seulement contemplateur.
Par l'utilisation du miroir chez Manet, nous pouvons à la fois nous rendre compte de l'évolution de la peinture, mais aussi celle des Arts Visuels. C'est pourquoi le miroir chez Manet est emblématique de l'art du XXe siècle.
Lorsque l'on parle de Manet et du miroir dans la peinture, il convient également de se référer aux « Miroirs Vides » (Nana 1877). En effet, de nombreux artistes ont représenté dans leurs œuvres, des miroirs vides, ne reflétant rien, complètement opaques, à l'exemple d'Une jeune fille assoupie de Vermeer.
Le miroir vide deviendra un motif récurrent dans la peinture du XXe siècle notamment à travers la thématique de la femme au miroir.
Cette utilisation du miroir vide montre là encore une rupture avec la tradition de la Renaissance qui avait comme ambition principale la quête de la ressemblance, la retranscription parfaite de la réalité.

### Le miroir subversif ou le miroir comme déformation
Cette nouvelle ère, placée sous le signe du changement, remet donc en cause plusieurs principes de l'Art pictural de la renaissance. Les artistes du XXe siècle vont en effet, vouloir différencier le miroir dans le tableau afin de faire ressortir le réel du déformé.
Trois œuvres reflètent bien ce nouveau changement. Tout d'abord dans l'Immaculée conception, Benvenuto Tisi, salit volontairement, par la tache, le reflet pour que l'on se rende compte qu'il s'agit d'un miroir et de son reflet. Ce processus de destruction du miroir mimétique est également utilisé par Vélasquez dans la Vénus au miroir. Il utilise avec excès la peinture afin de créer des flous et des taches qui troublent la lisibilité de l'image transparente. Dans les Ménines, il ne s'attache plus ici aussi au détail afin de laisser planer le flou.
En jouant sur les degrés de visibilité, les peintres cherchent à moins rendre compte de la vérité en peinture mais à plus mettre en relief l'acte de création.
Avec Magritte et Bacon, le miroir n'apparaît plus comme emblème de la peinture car il ne reflète plus le réel mais devient subversif car il cherche à extraire la composition de la réalité dans l'image.
Bacon, lui, se sert des déformations et des déconstructions des formes pour traduire ses émotions personnelles.
Le miroir comme déformation reste ici dans l'optique d'une rupture avec la fonction classique du miroir car les déformations modifient les corps, les formes et met ainsi une distance entre le modèle et sa représentation, ce qui va encore à l'encontre de la mimesis.

### Le miroir comme médium
(octobre 2020).

Tout est vanité,
Charles Allan Gilbert, 1892

Le XXe siècle a également été à l'origine de bon nombre de nouvelles technologies qui ont eu des conséquences sur l'Art. Le miroir dans l'art a donc aussi évolué face à ces progrès technologiques.
En effet, face au progrès des appareils photographiques, le miroir devient au XXe siècle, un médium à part entière pour certains artistes comme Duchamp[Lequel ?] ou Juan Gris.
L'utilisation du miroir par Duchamp dans Le Grand Verre est à l'origine de la tradition plastique de la 4e dimension. Il veut mettre en œuvre un processus d'abstraction afin de privilégier la structure abstraite de construction.
Le concept de miroir médium a surtout été utilisé dans la seconde moitié du XXe siècle par des artistes comme Michelangelo Pistoletto ou Daniel Buren. Dans les années 1960, le miroir est absorbé dans l'œuvre et devient à la fois image et sujet.
Pistoletto s'est particulièrement intéressé à ce concept dans ses tableaux-miroirs. Il a dans ses œuvres, inversé le procédé classique en faisant entrer la peinture dans le miroir et non l'inverse. Le miroir est ici, à la fois support et surface.
La peinture du XXe siècle se fait donc objective, créative mais aussi déconstructive car elle met fin à de nombreux concepts hérités de la renaissance. Le miroir dans l'art du XXe siècle suit cette évolution et a donc lui aussi subi bon nombre de changements de statut, représentant l'emblème de la peinture et le reflet du monde réel pendant une époque, et devenant plus tard, à la fois, dispositif de déformations, de dislocation de la vérité, ou même de réel médium pictural.

## Différentes représentations du miroir dans l'art

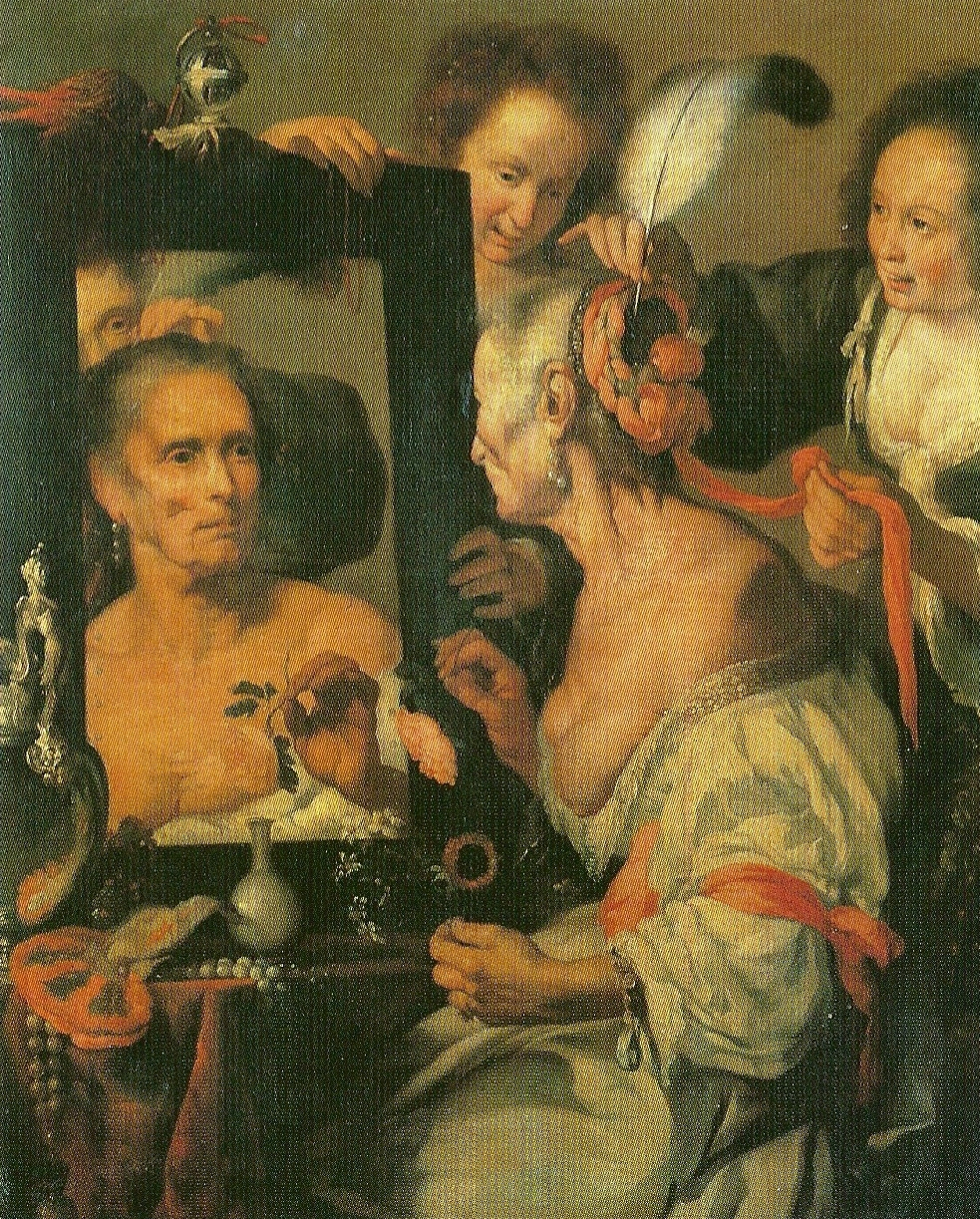
Bernardo Strozzi, La vieille femme, après 1630
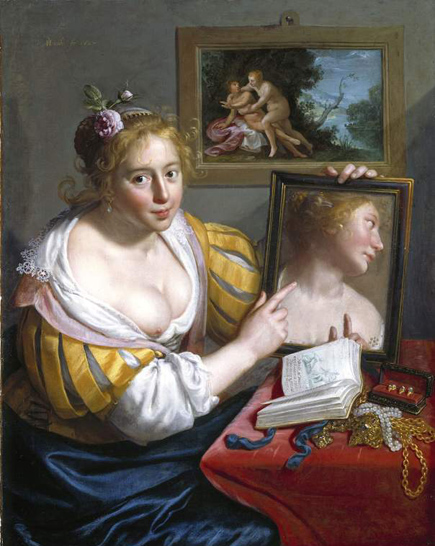
Paulus Moreelse, L'amour profane, 1627
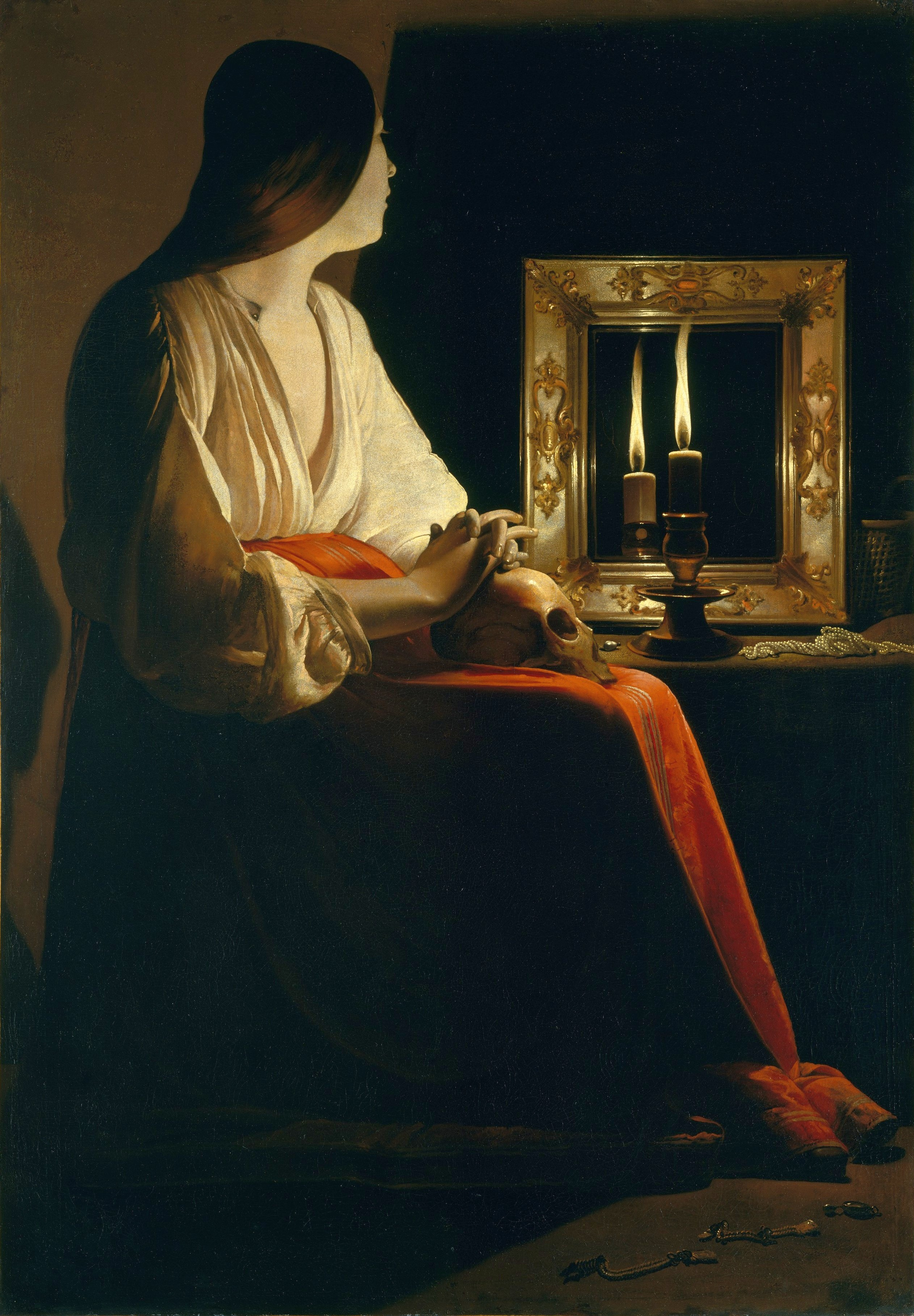
Georges de La Tour, La Madeleine aux deux flammes, vers 1640
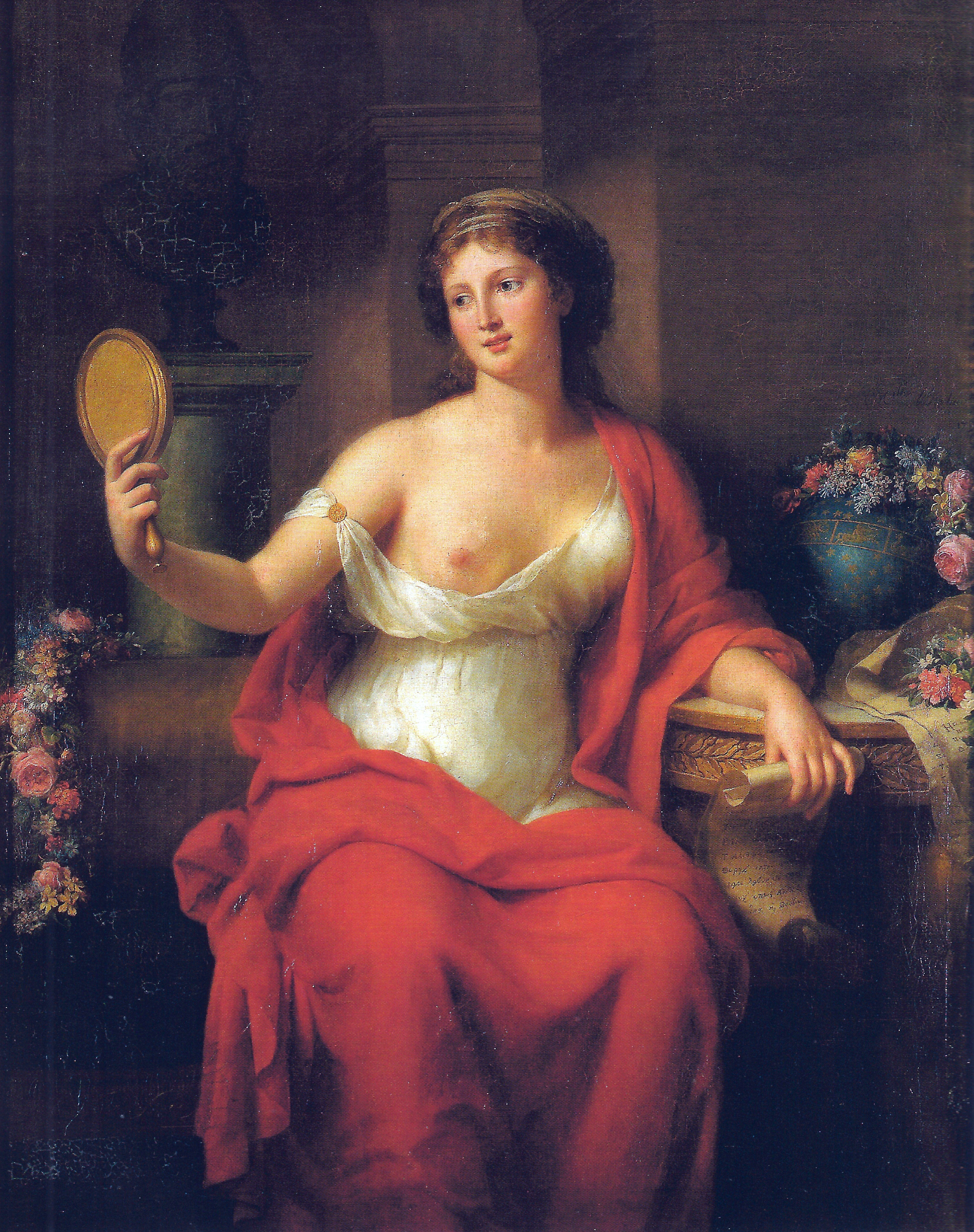
Marie-Geneviève Bouliard, Aspasia, 1794
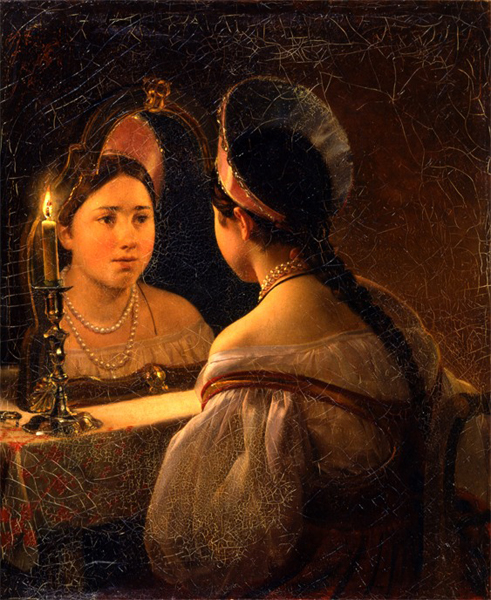
Karl Brioullov, La diseuse de bonne aventure, 1836

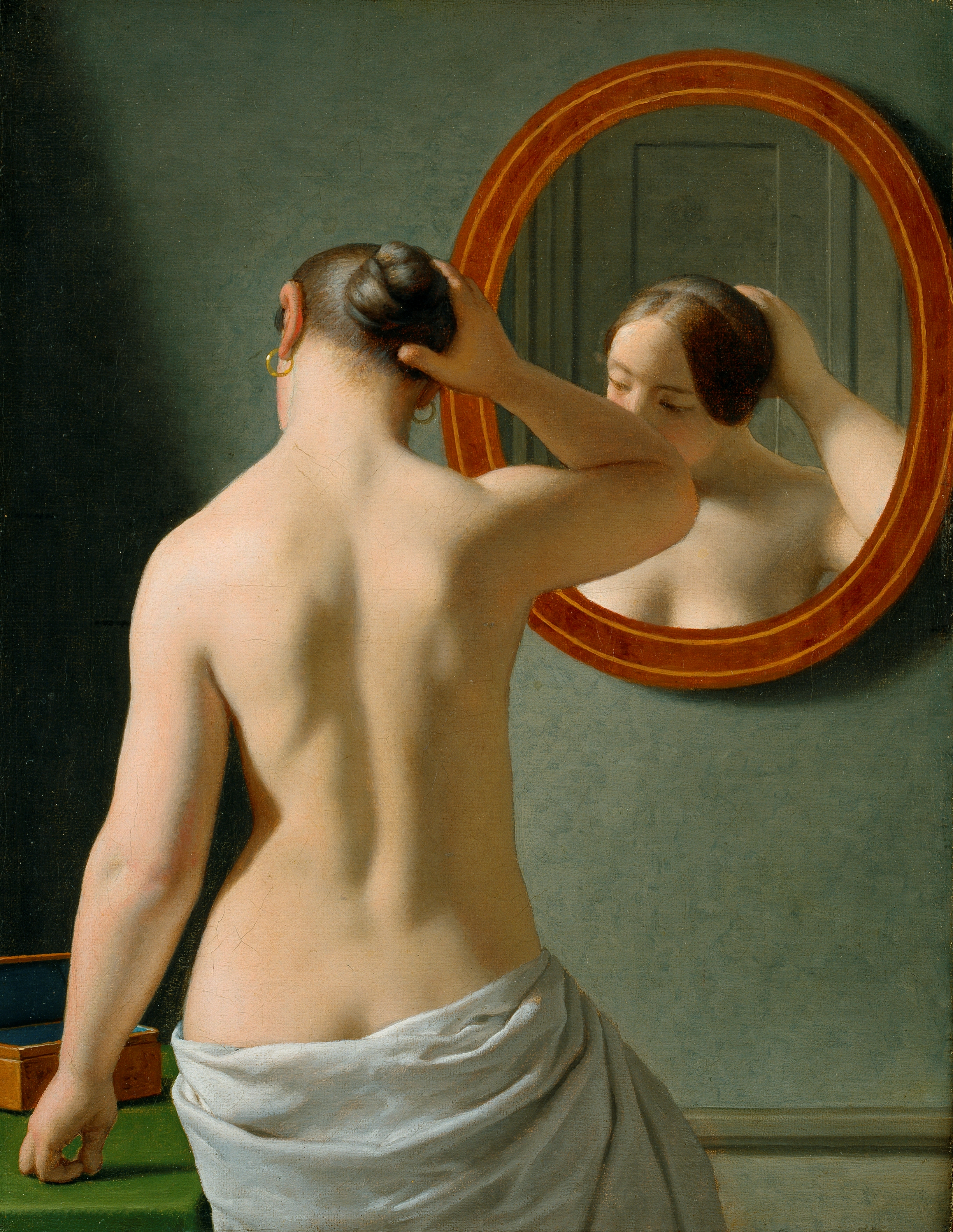
Christoffer Wilhelm Eckersberg, Femme à sa toilette, 1841
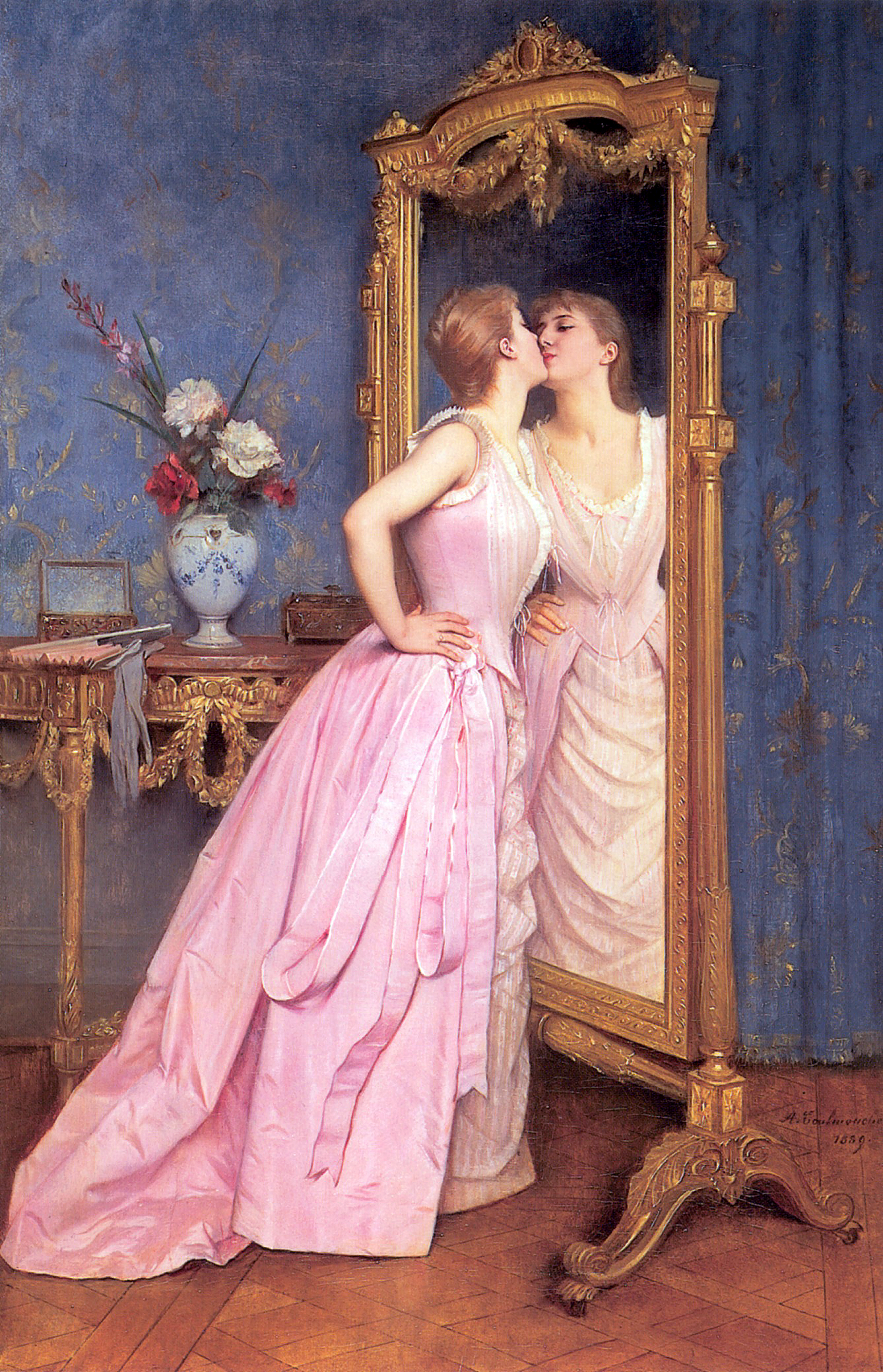
Auguste Toulmouche, Vanité, vers 1870
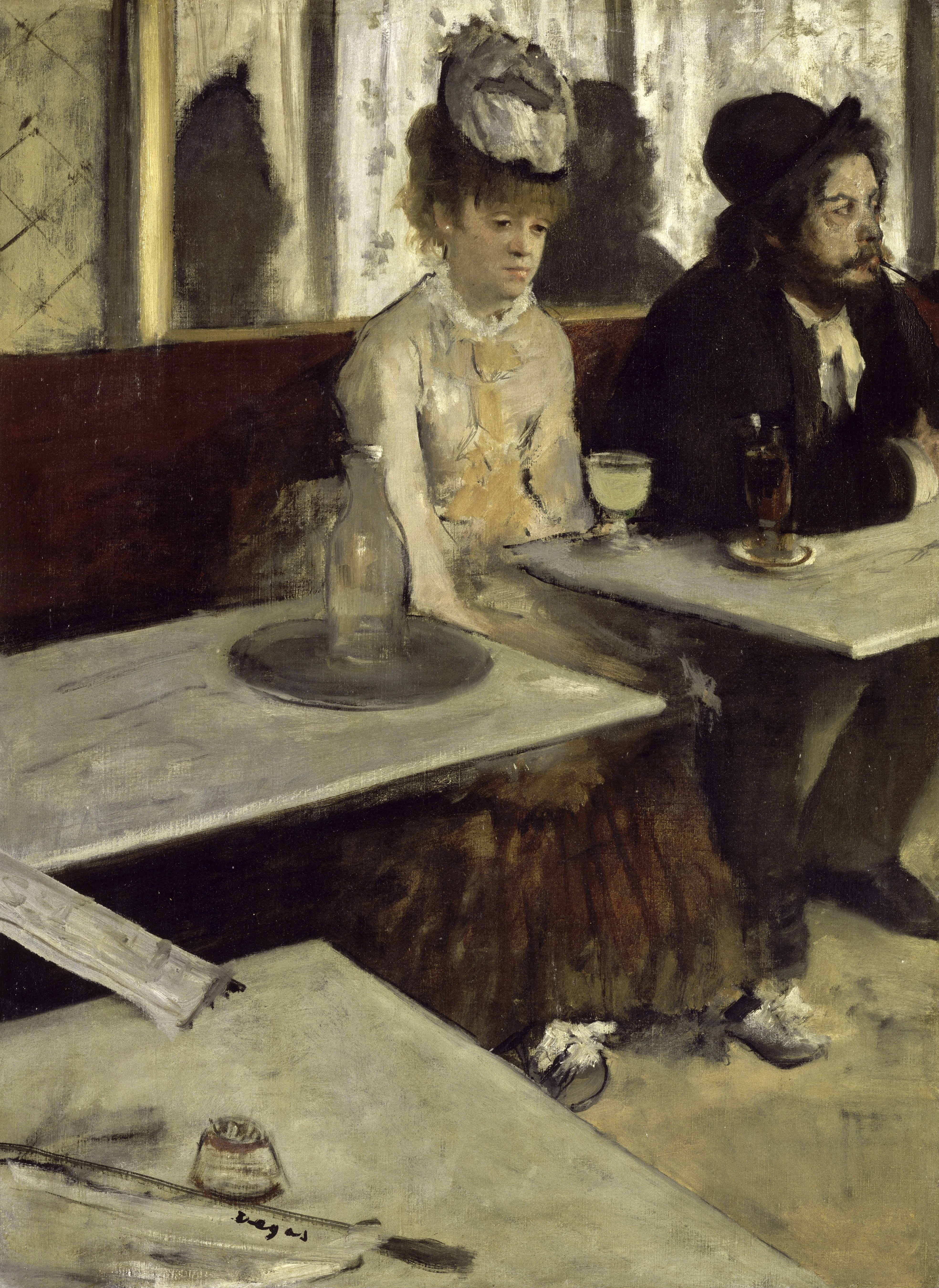
Edgar Degas, Dans un café, 1875-1876
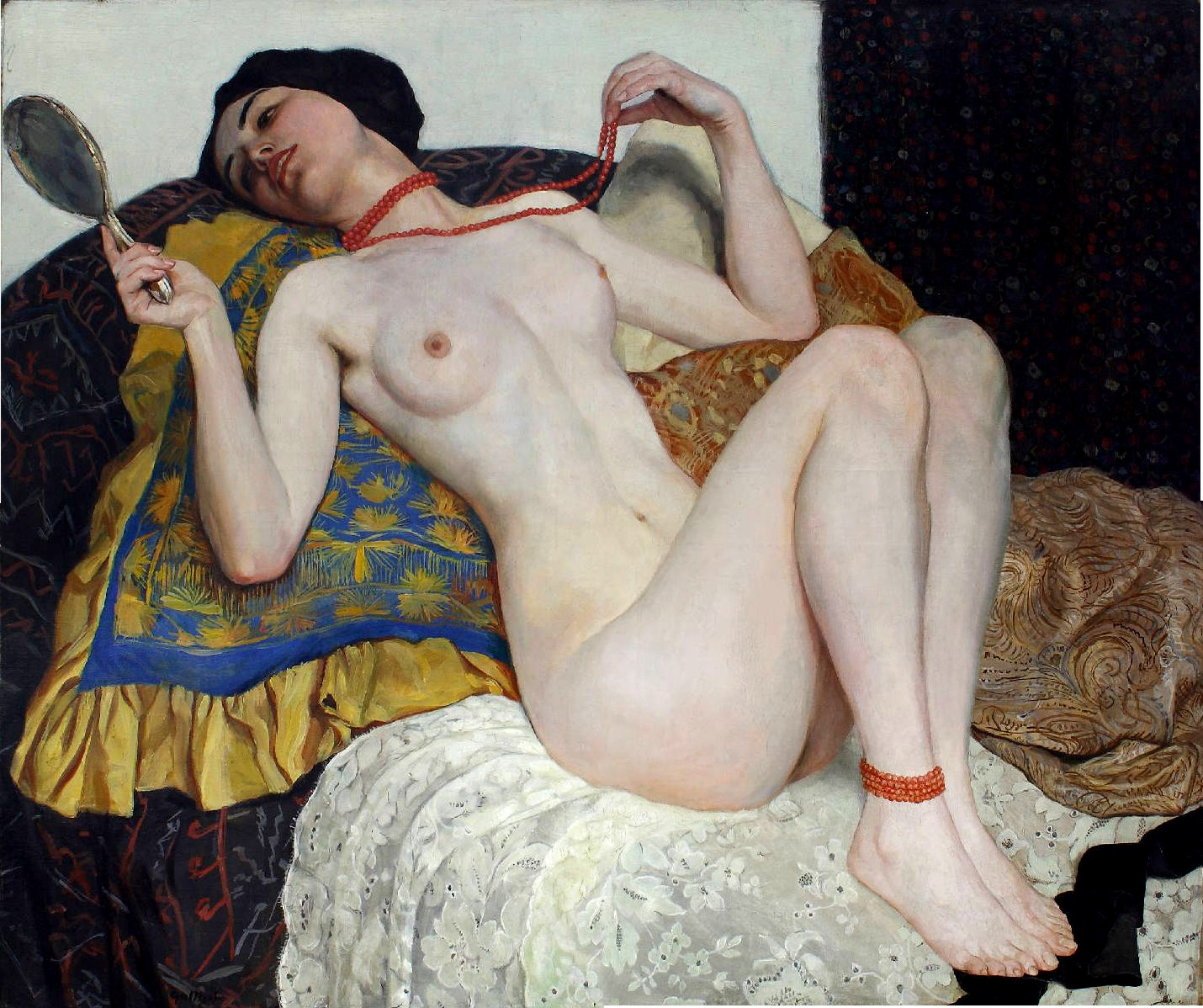
Wilhelm Gallhof, Le collier de corail, 1878
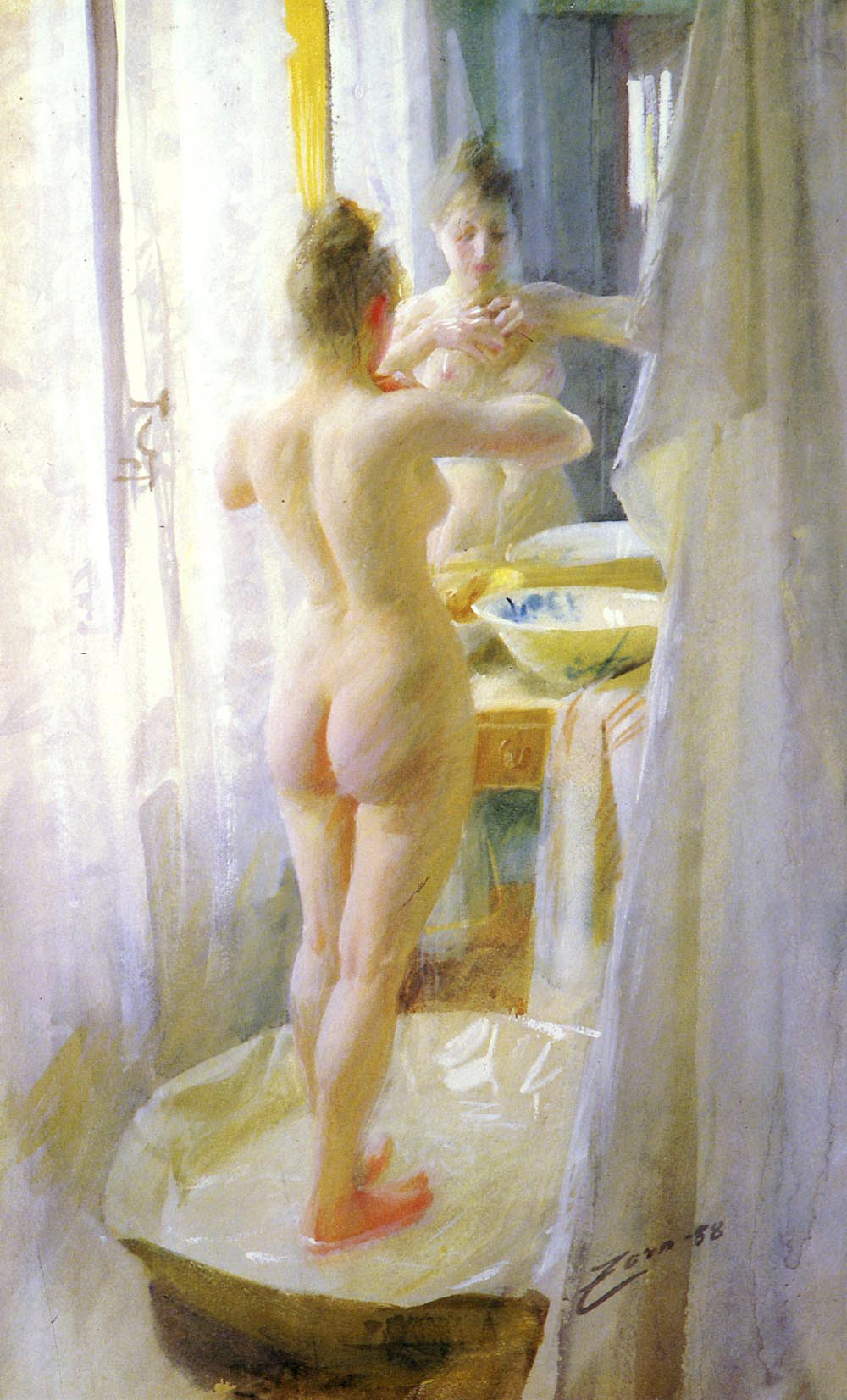
Anders Zorn, La toilette, 1878

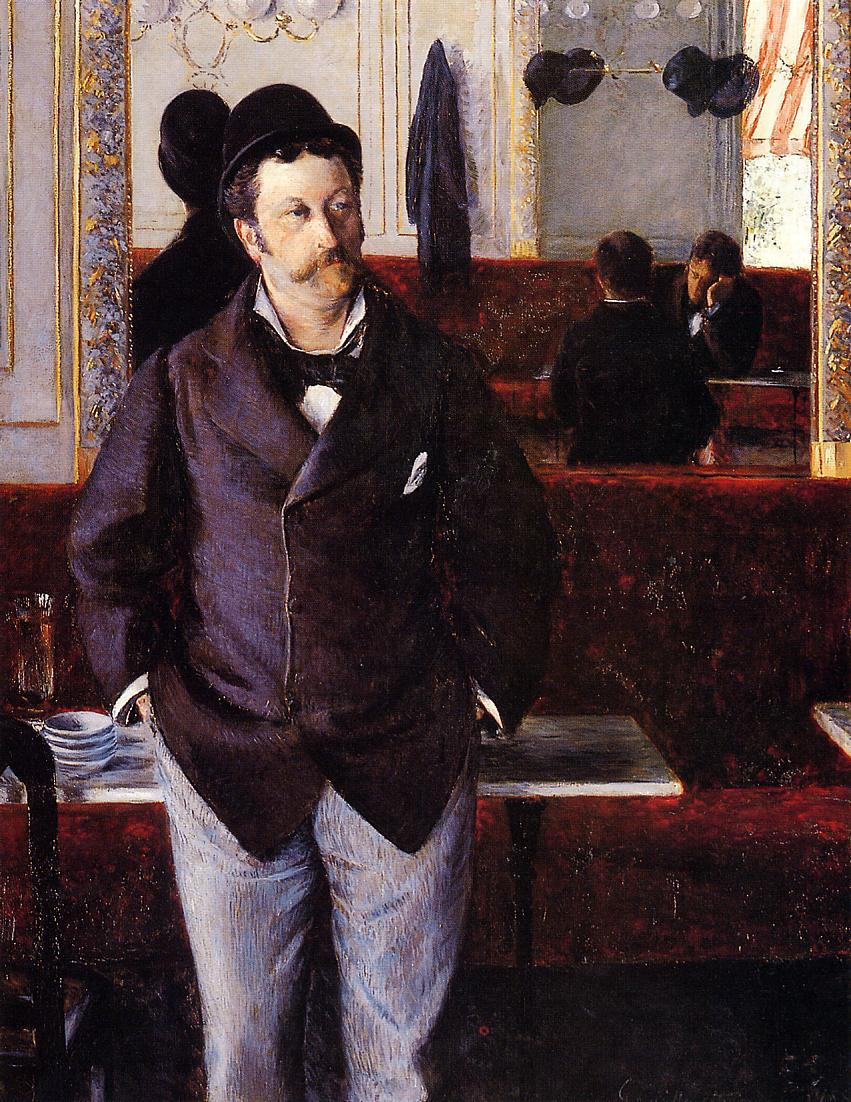
Gustave Caillebotte, Dans un café, 1880

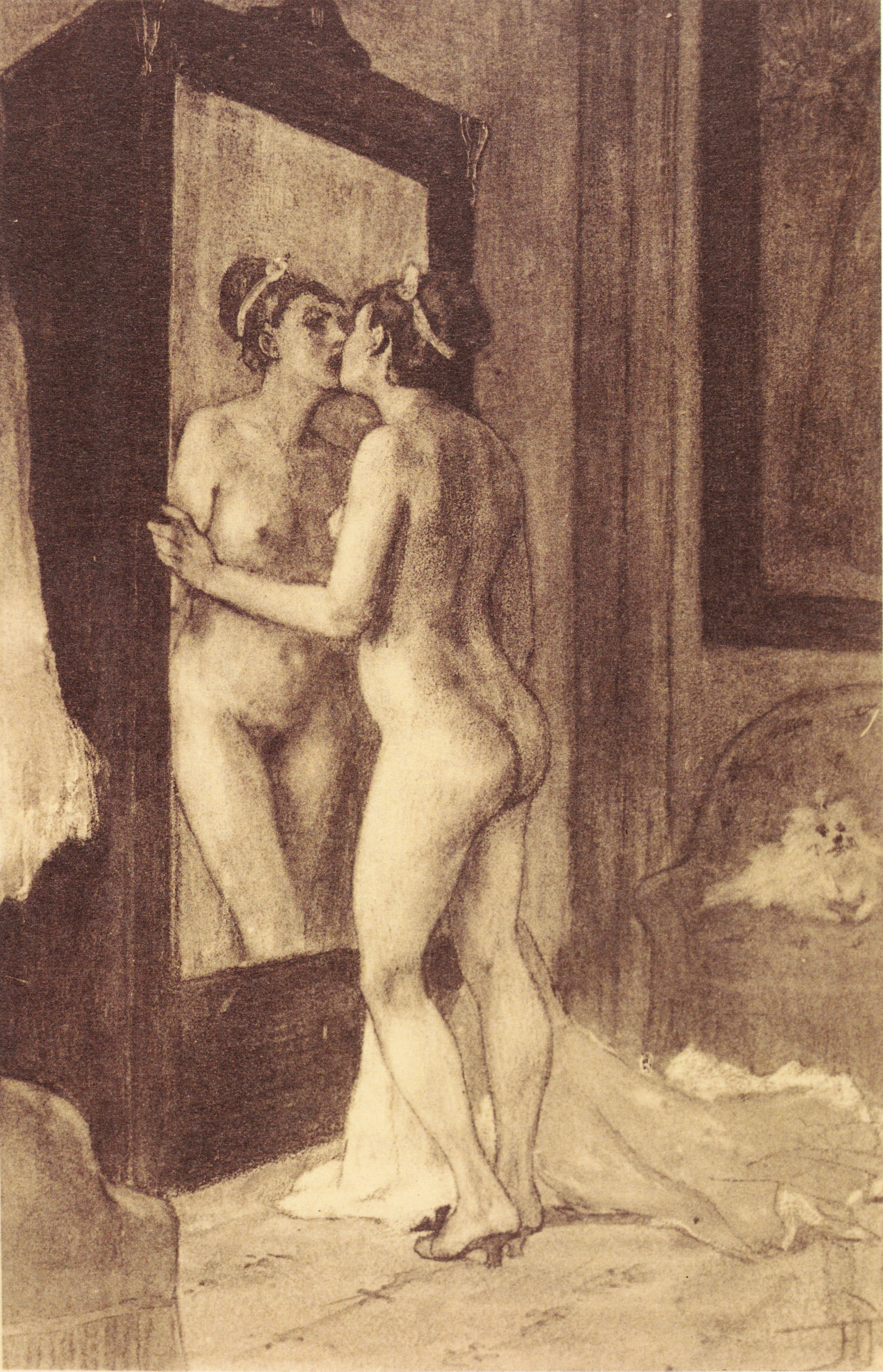
Félicien Rops, Narcissisme, vers 1880
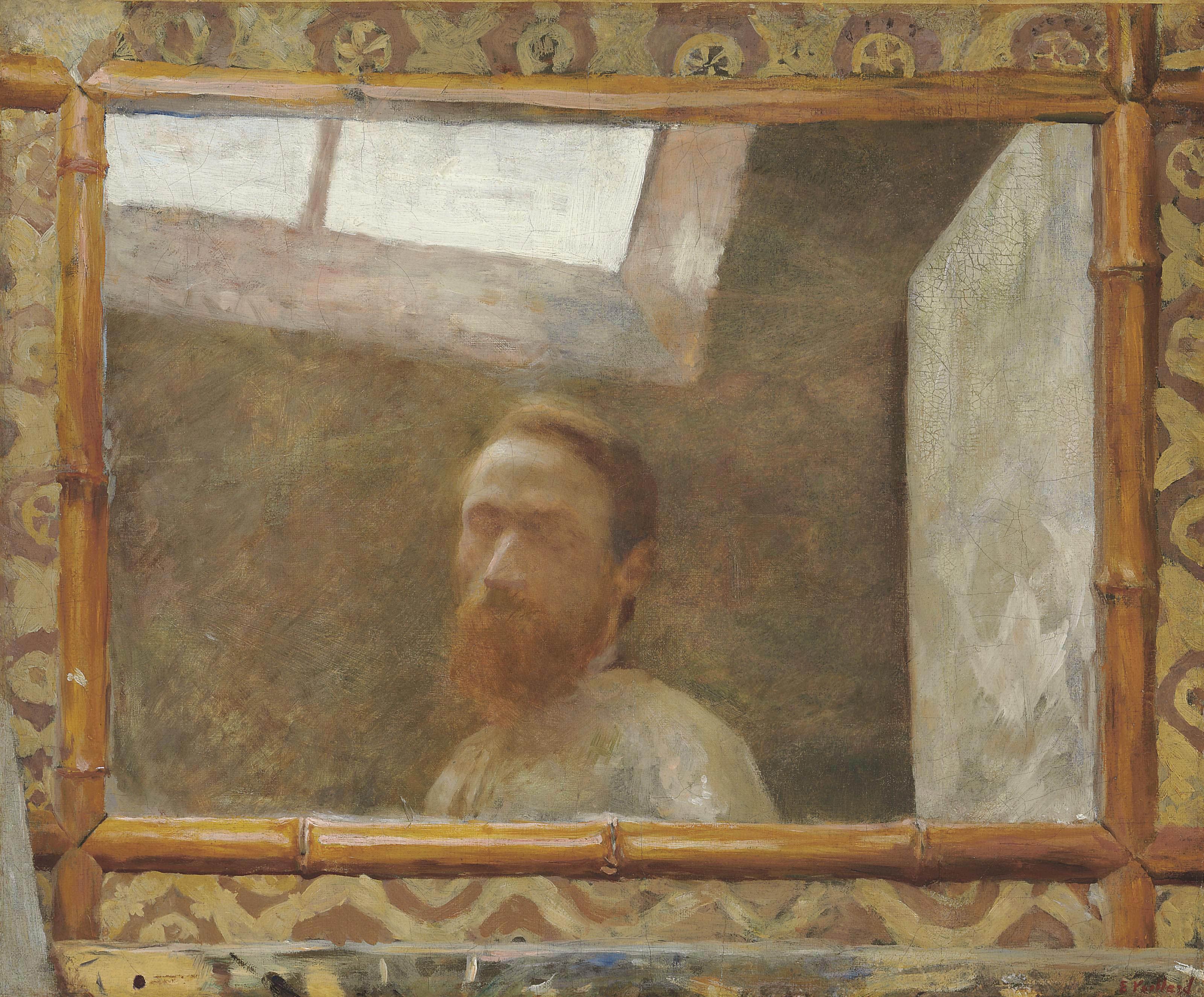
Edouard Vuillard, Autoportrait au miroir de bambou, vers 1890
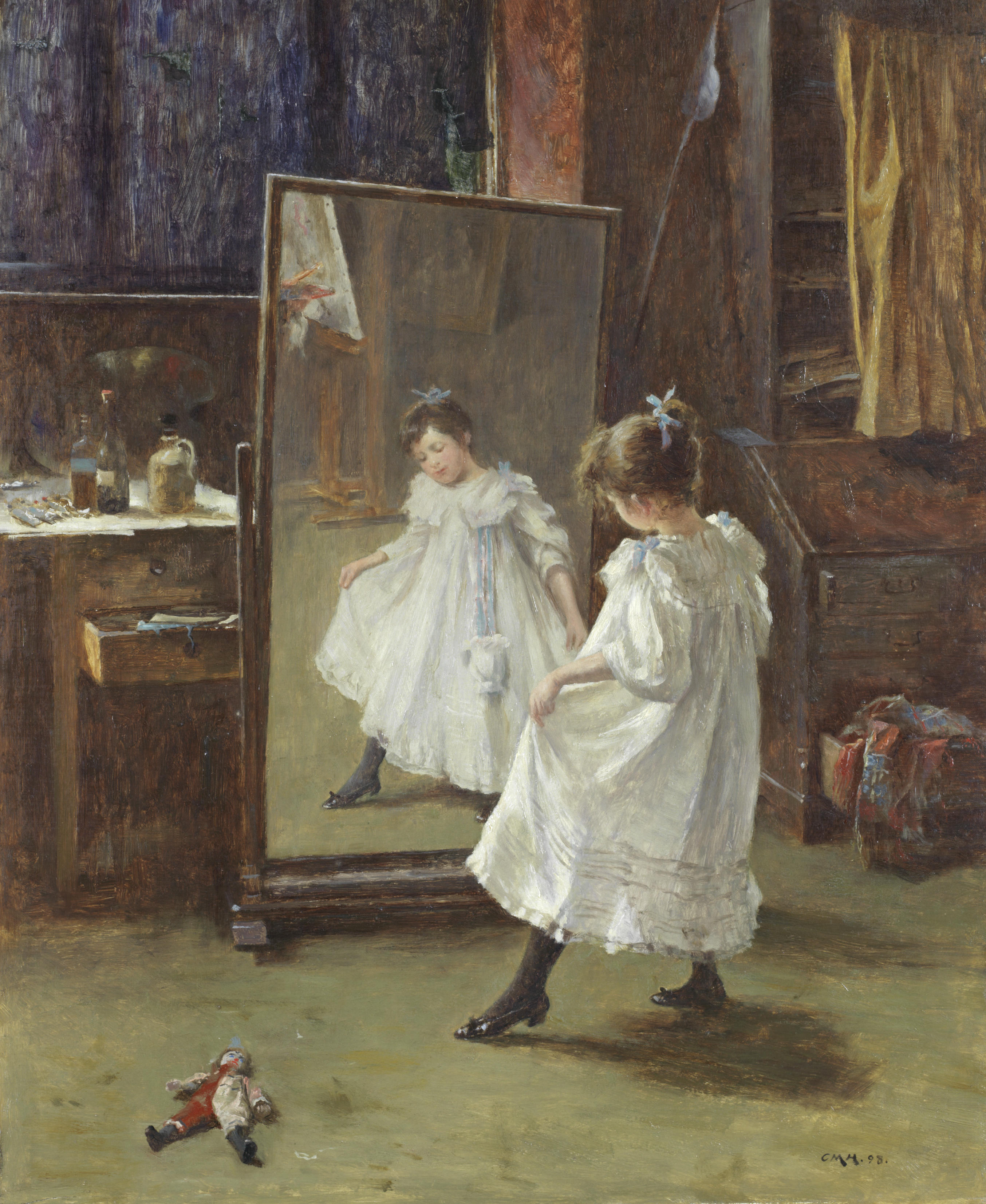
Charles Martin Hardie, Le miroir de l'atelier, 1898
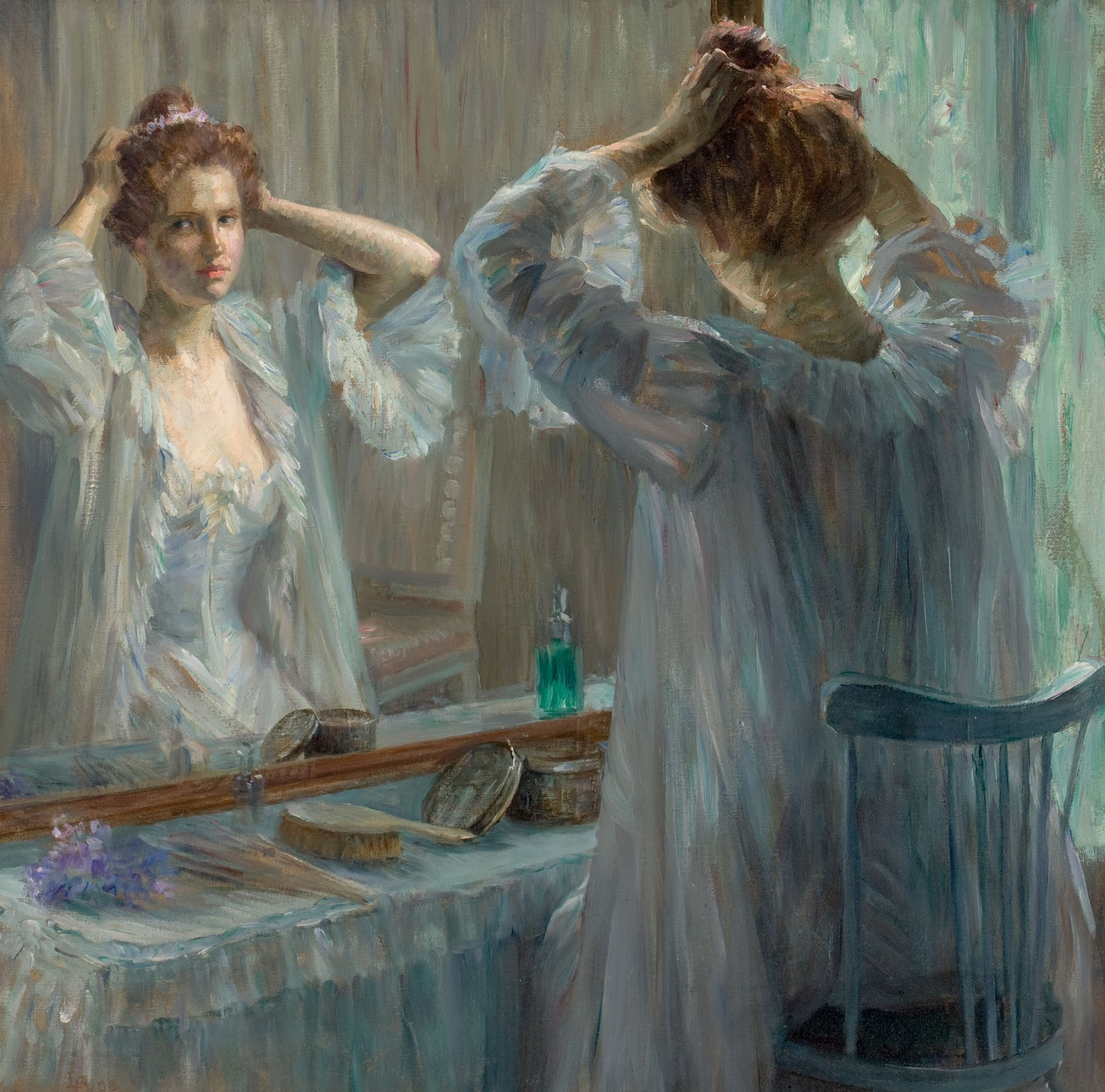
Louise Catherine Breslau, La toilette, 1898
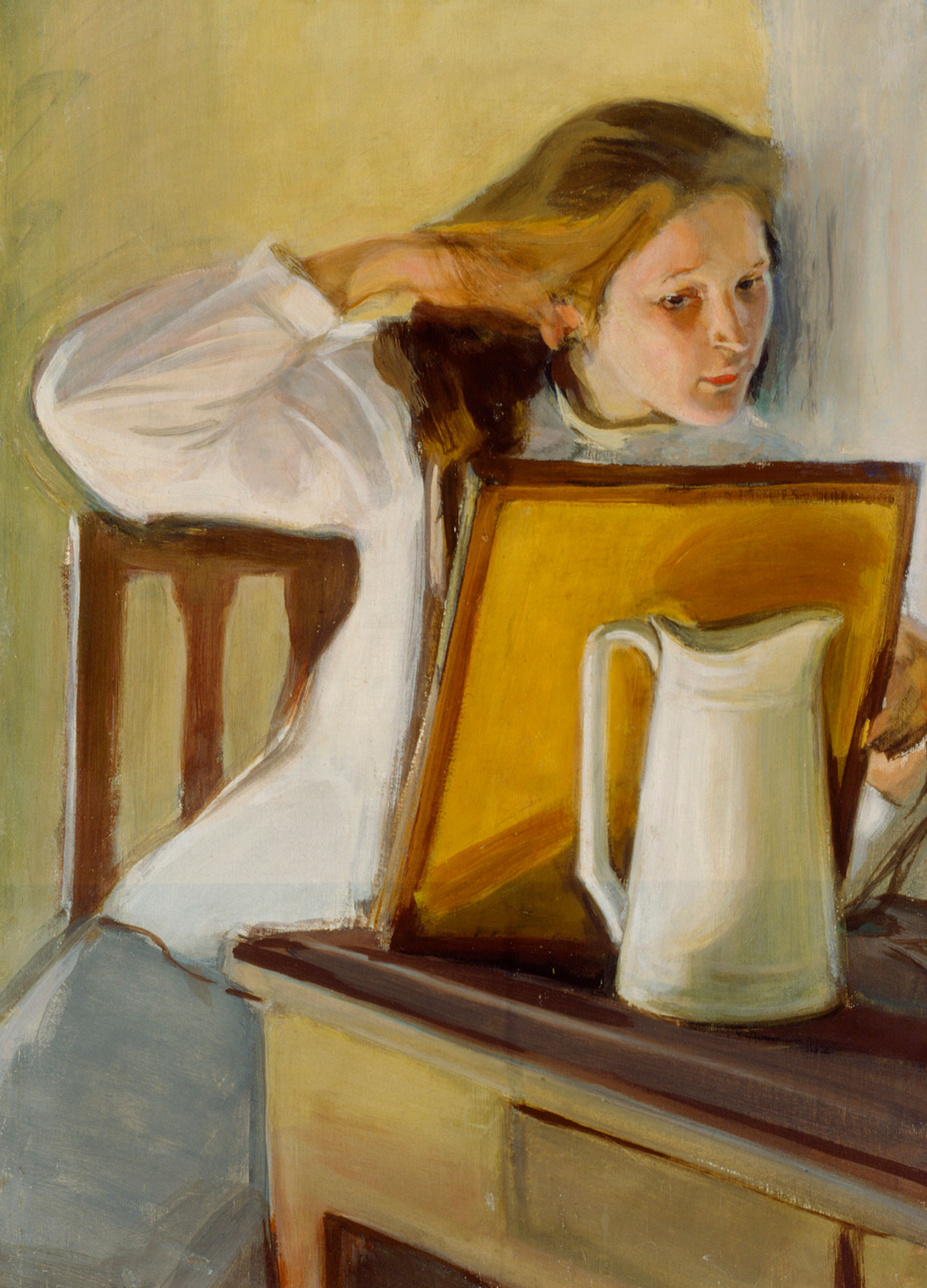
Magnus Enckell, une fille se coiffant, 1902

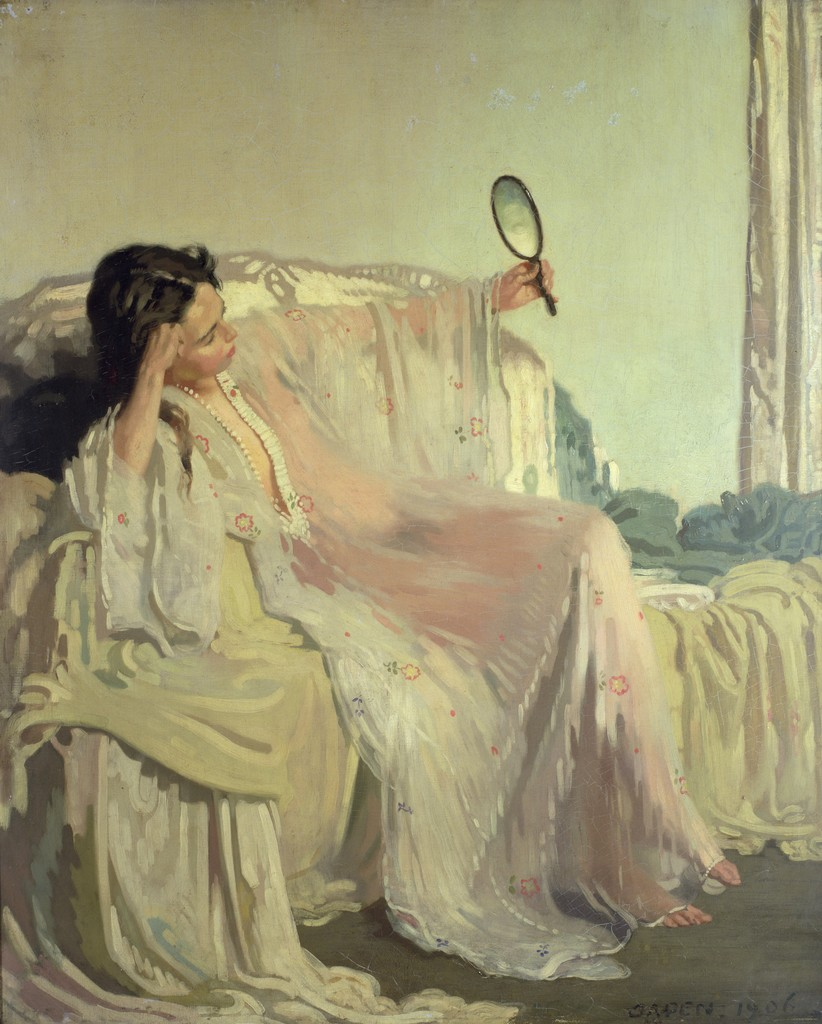
William Orpen, La robe orientale, 1906
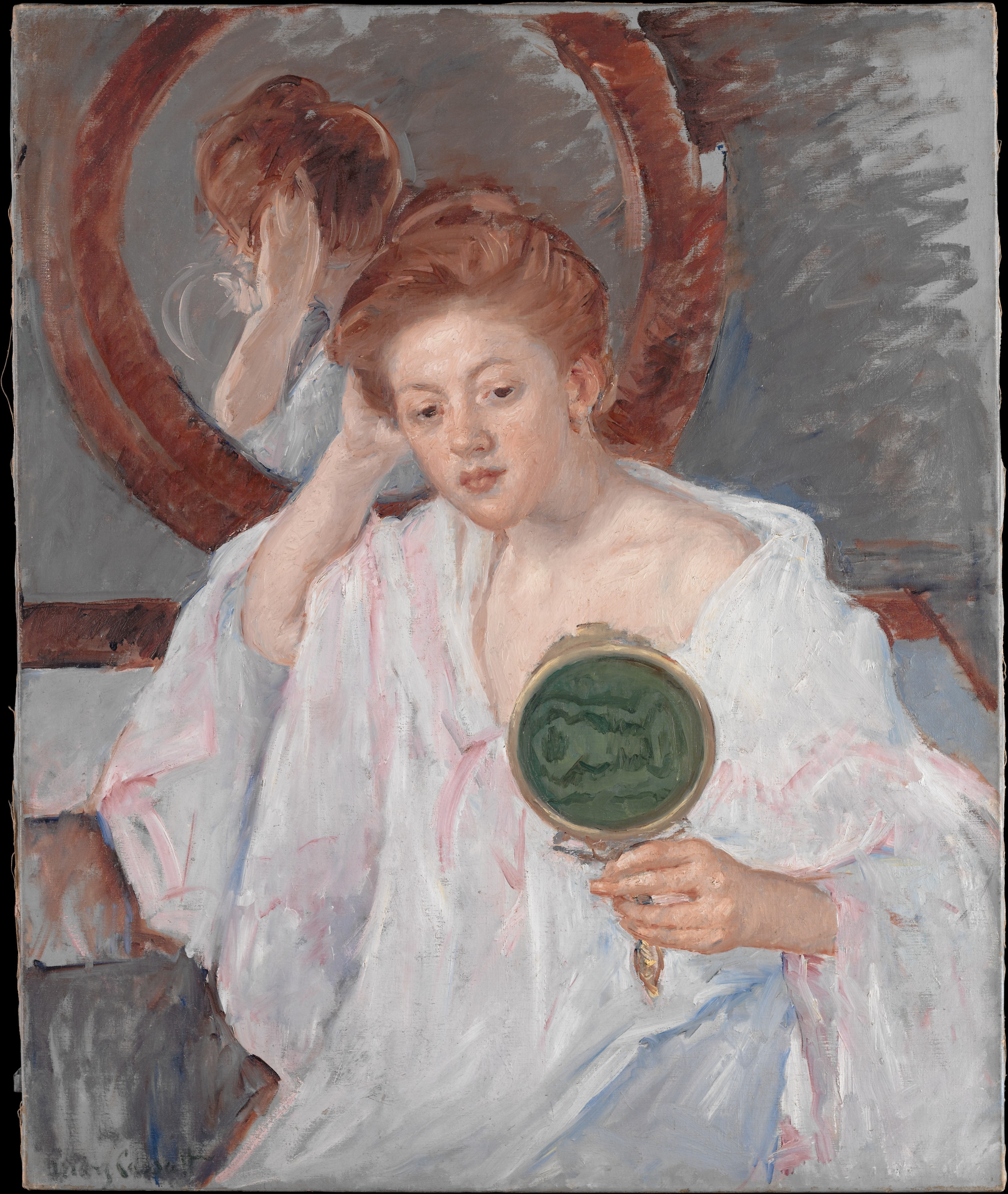
Mary Cassatt, Denise, 1908
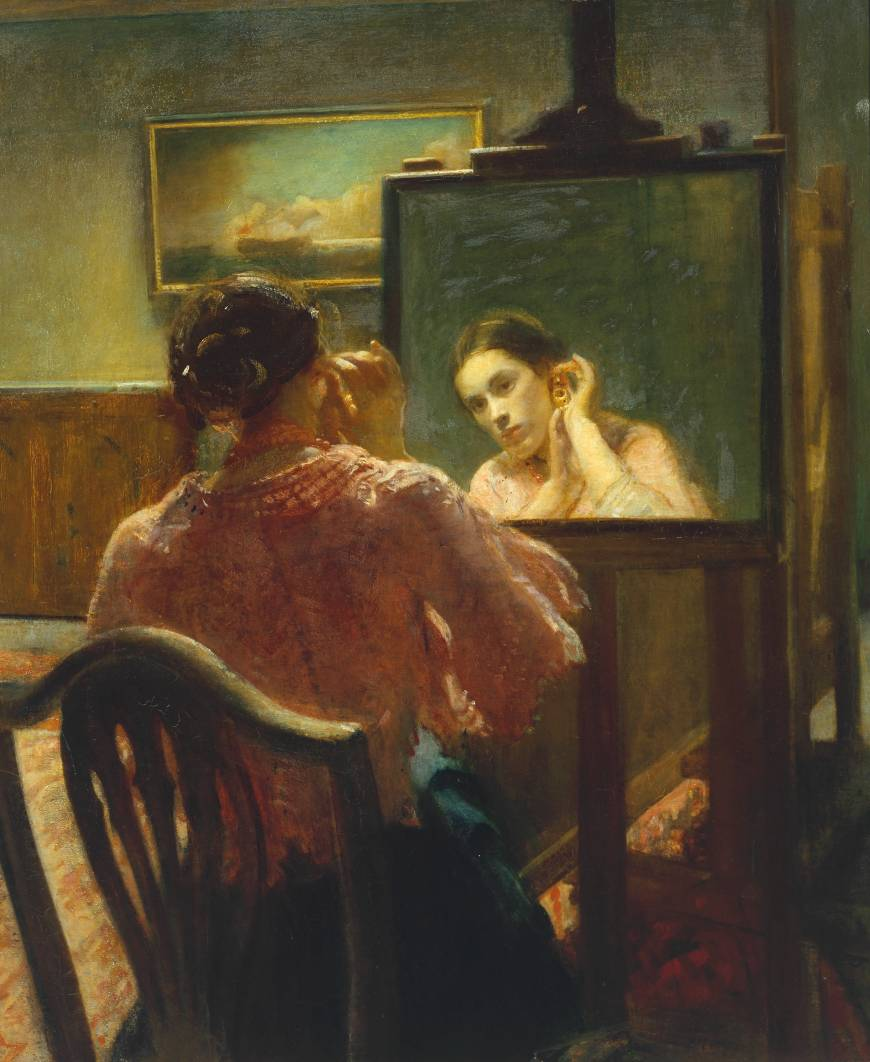
Ambrose McEvoy, La boucle d'oreille, avant 1911
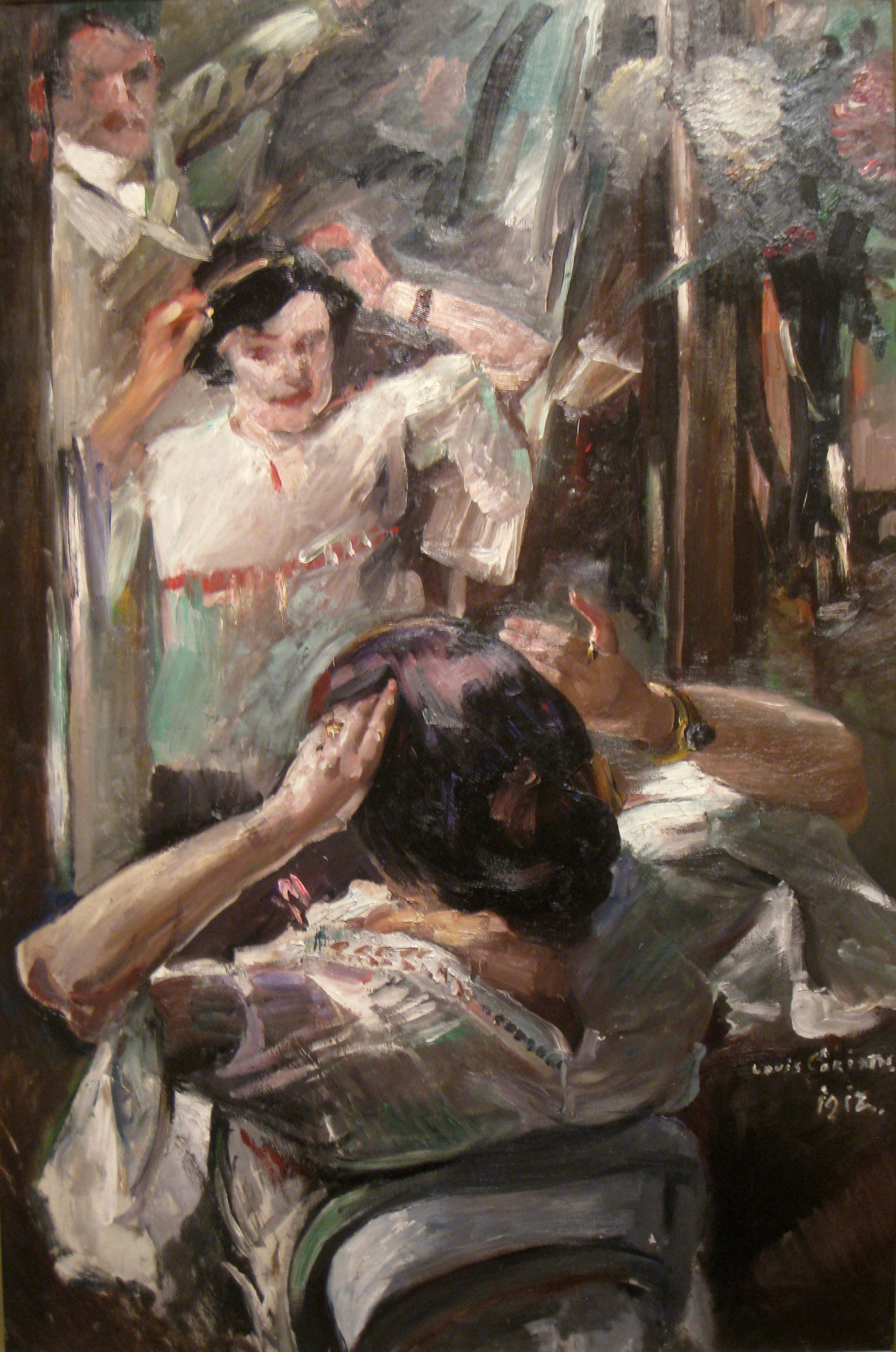
Lovis Corinth, Devant le miroir, 1912
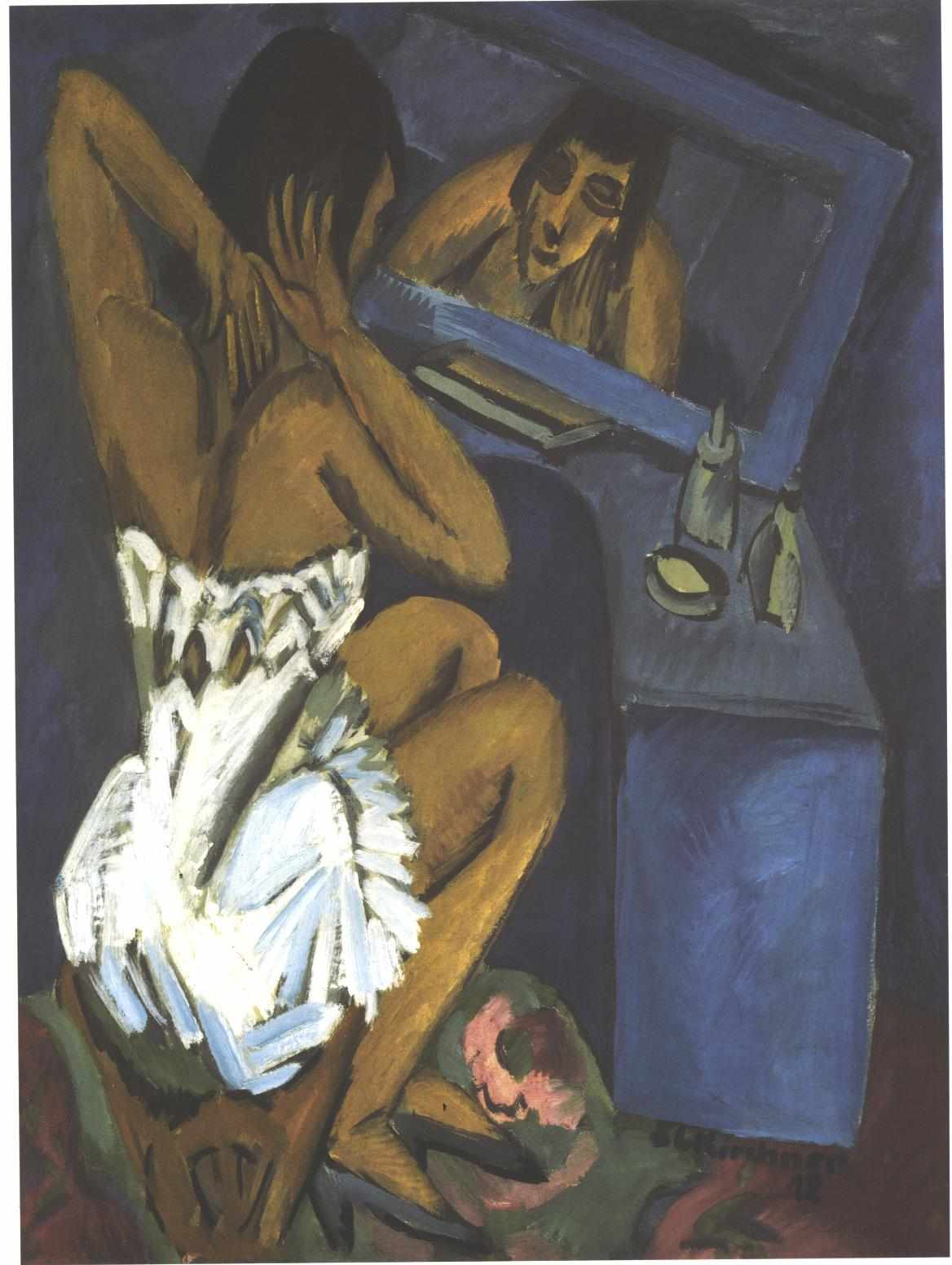
Ernst Ludwig Kirchner, Femme devant son miroir, vers 1912

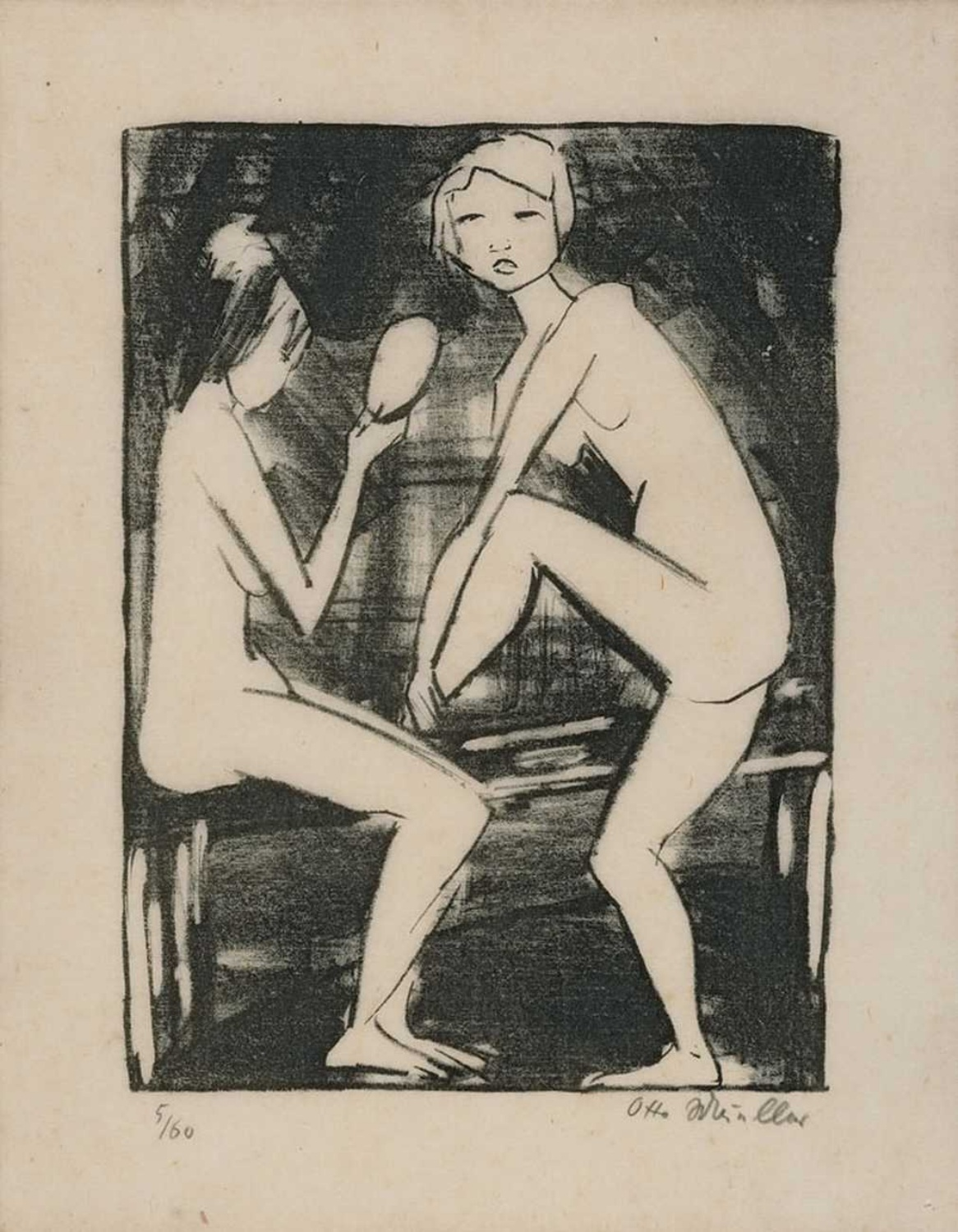
Otto Mueller, Deux filles avec un miroir, vers 1912
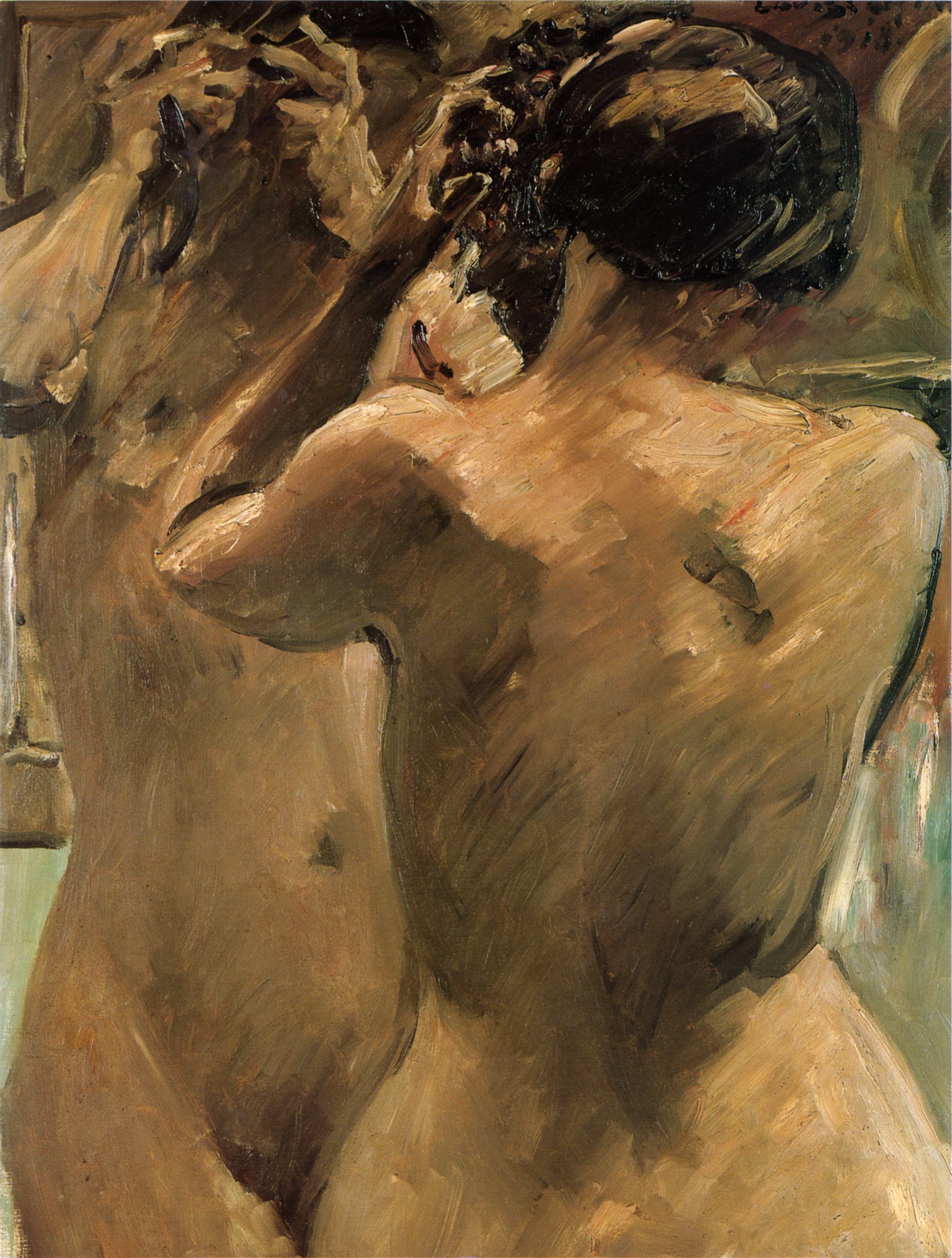
Lovis Corinth, Fille devant un miroir, 1918
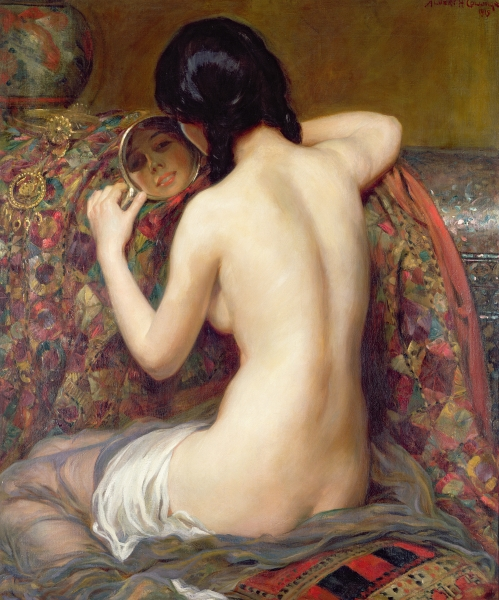
Albert Henry Collings, Reflet, 1919
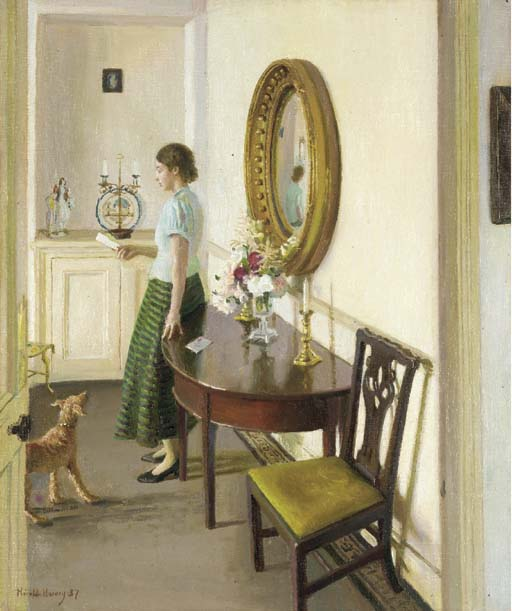
Harold Harvey, La lettre, 1937
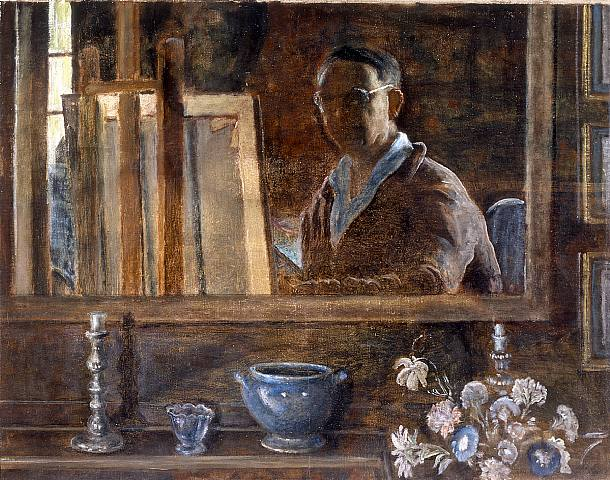
Frederick Carl Frieseke, Autoportrait, 1938

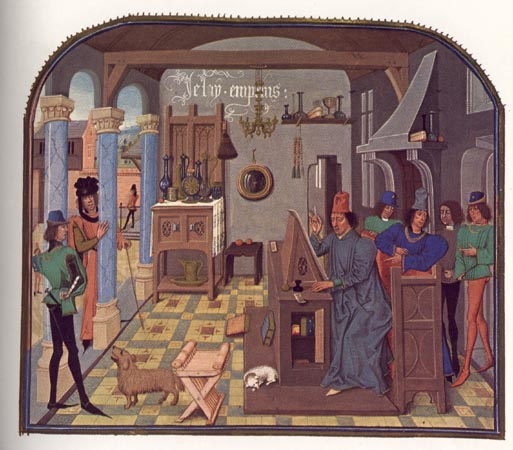
David Aubert, Charles Martel surprenant David Aubert, 1ère moitié du XVe siècle
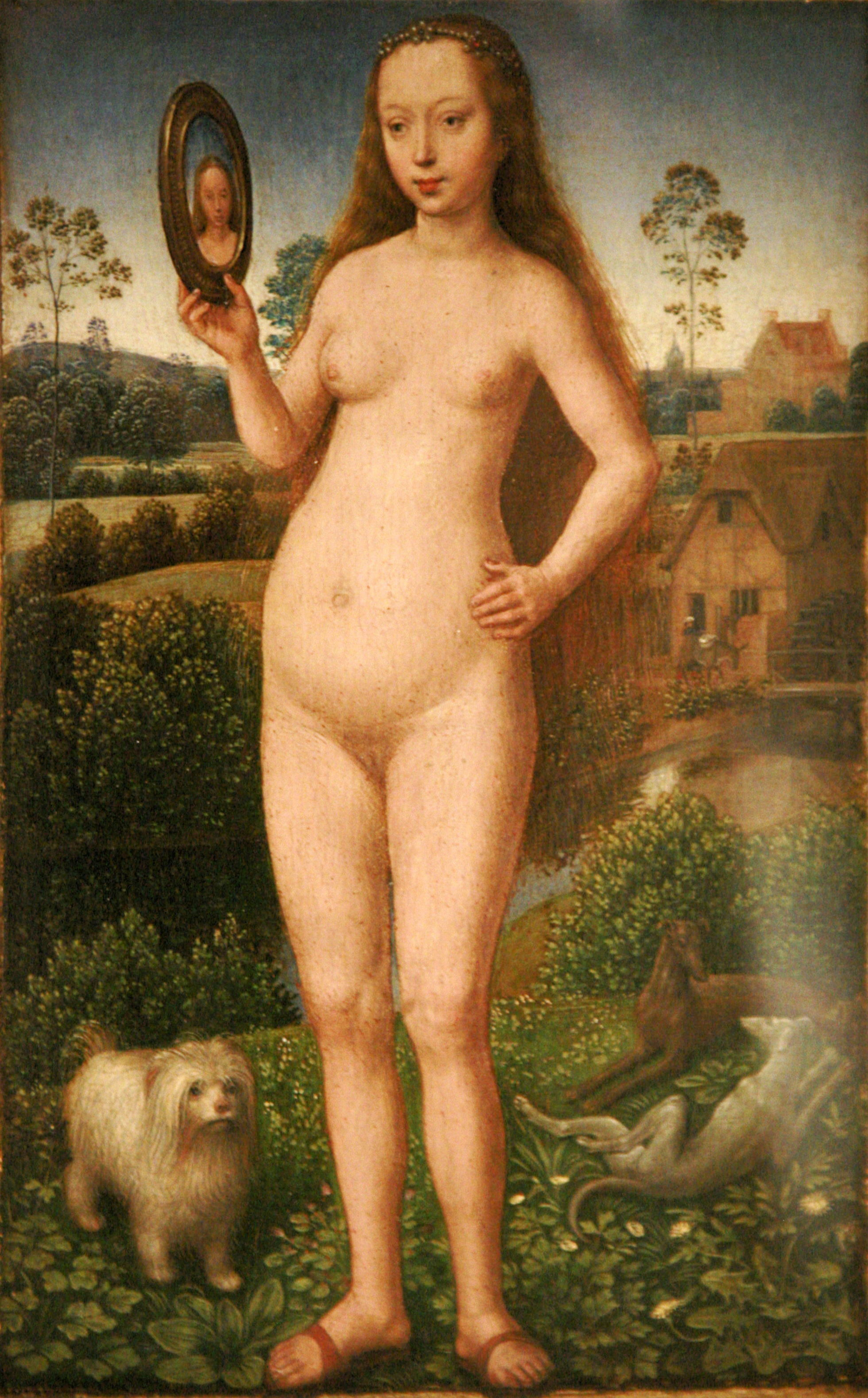
Hans Memling, La Vanité terrestre, vers 1485
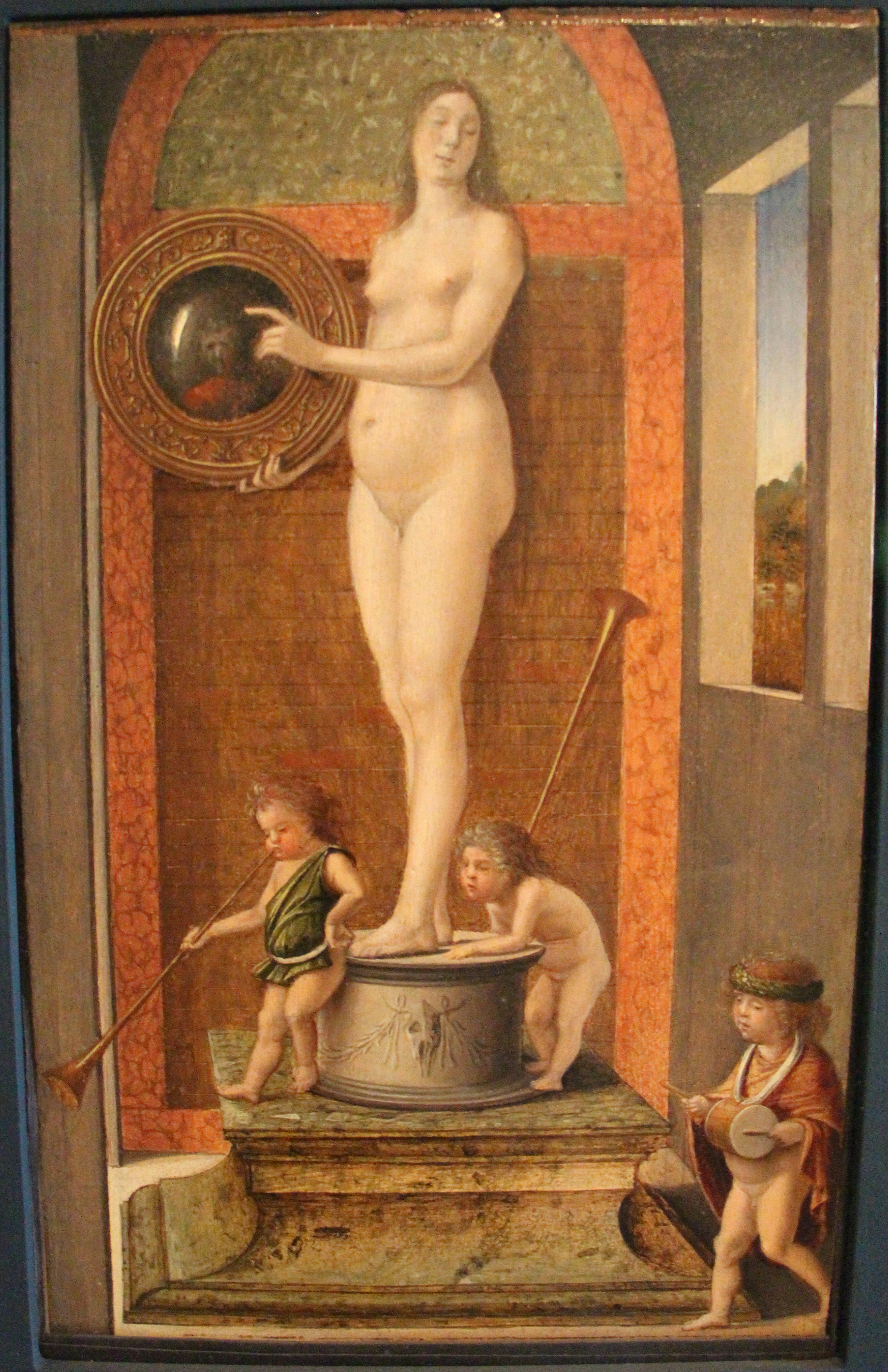
Giovanni Bellini, Allégorie de la prudence, vers 1490
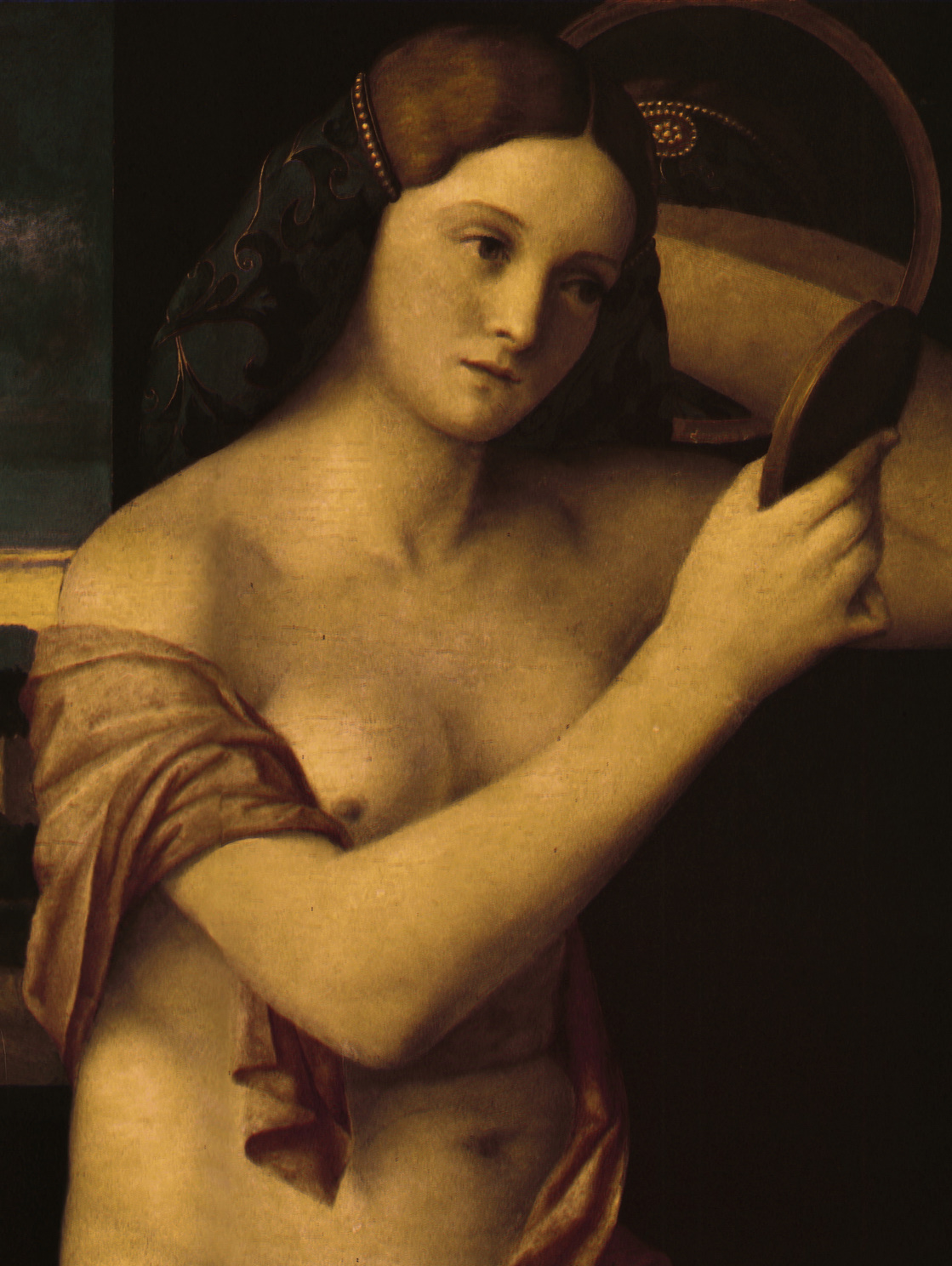
Giovanni Bellini, Femme au miroir (détail), vers 1515
Le Titien, La femme au miroir, vers 1515

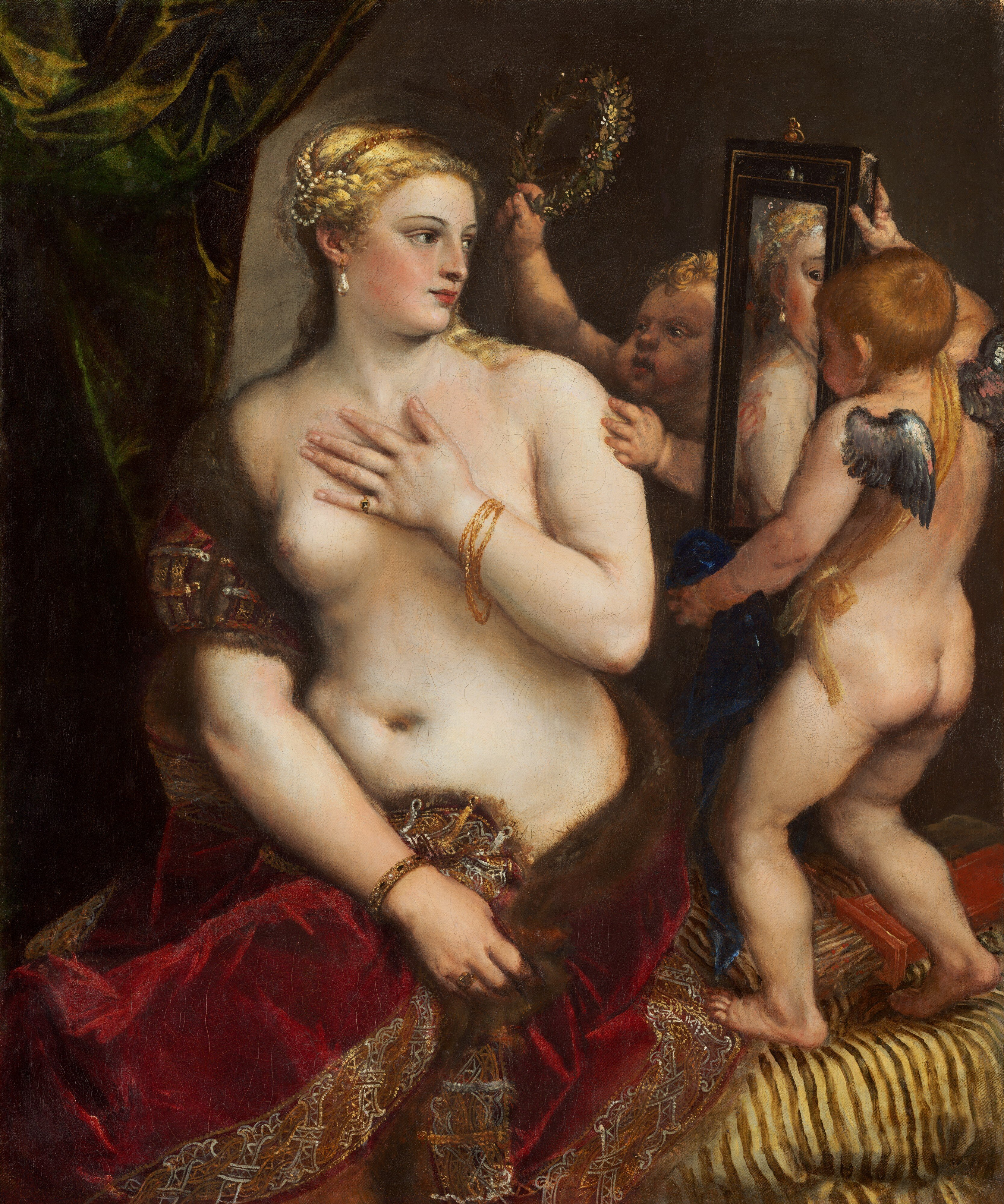
Le Titien, Venus au miroir, vers 1523-1524
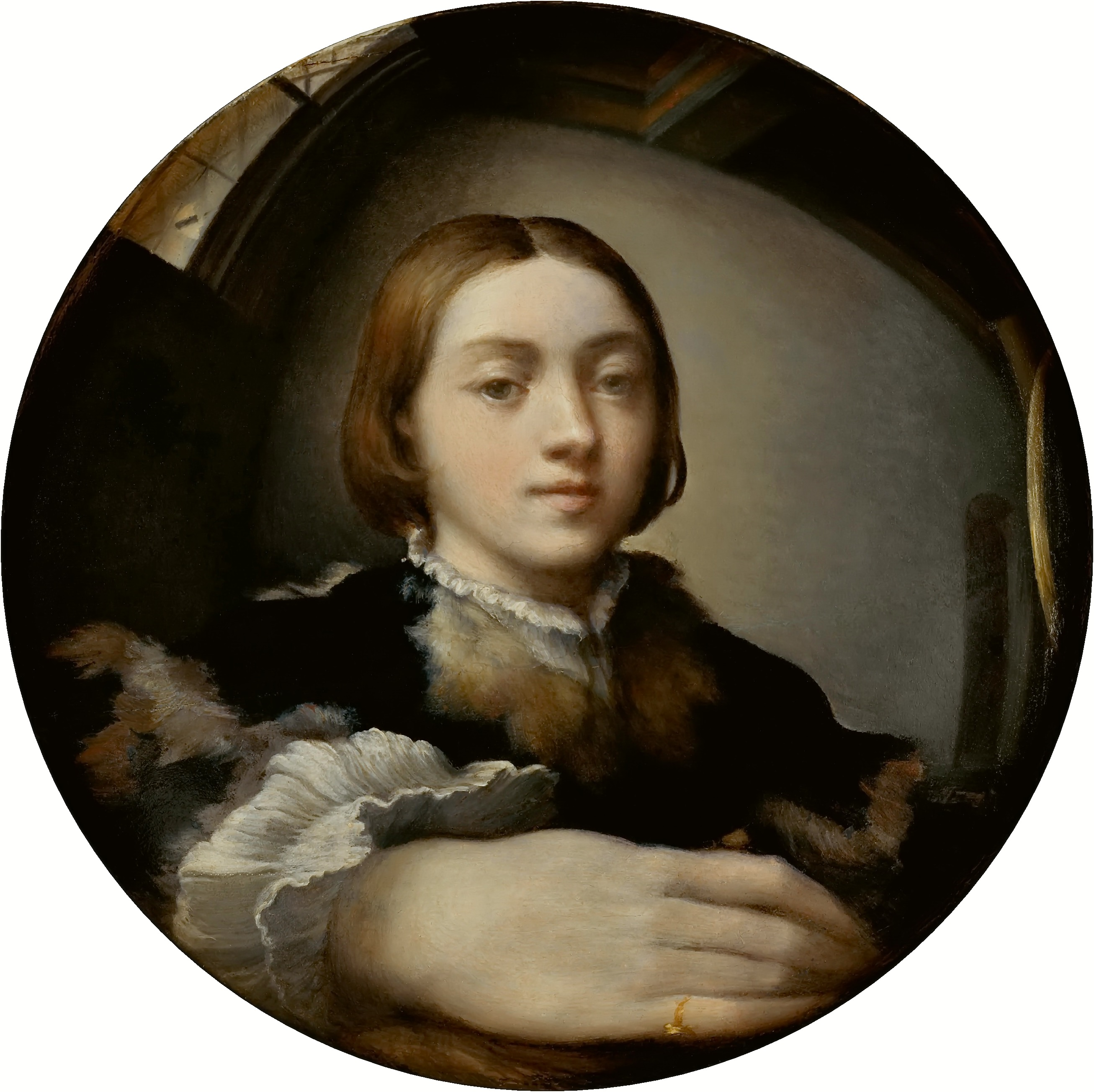
Le Parmesan, Autoportrait dans un miroir convexe, vers 1555
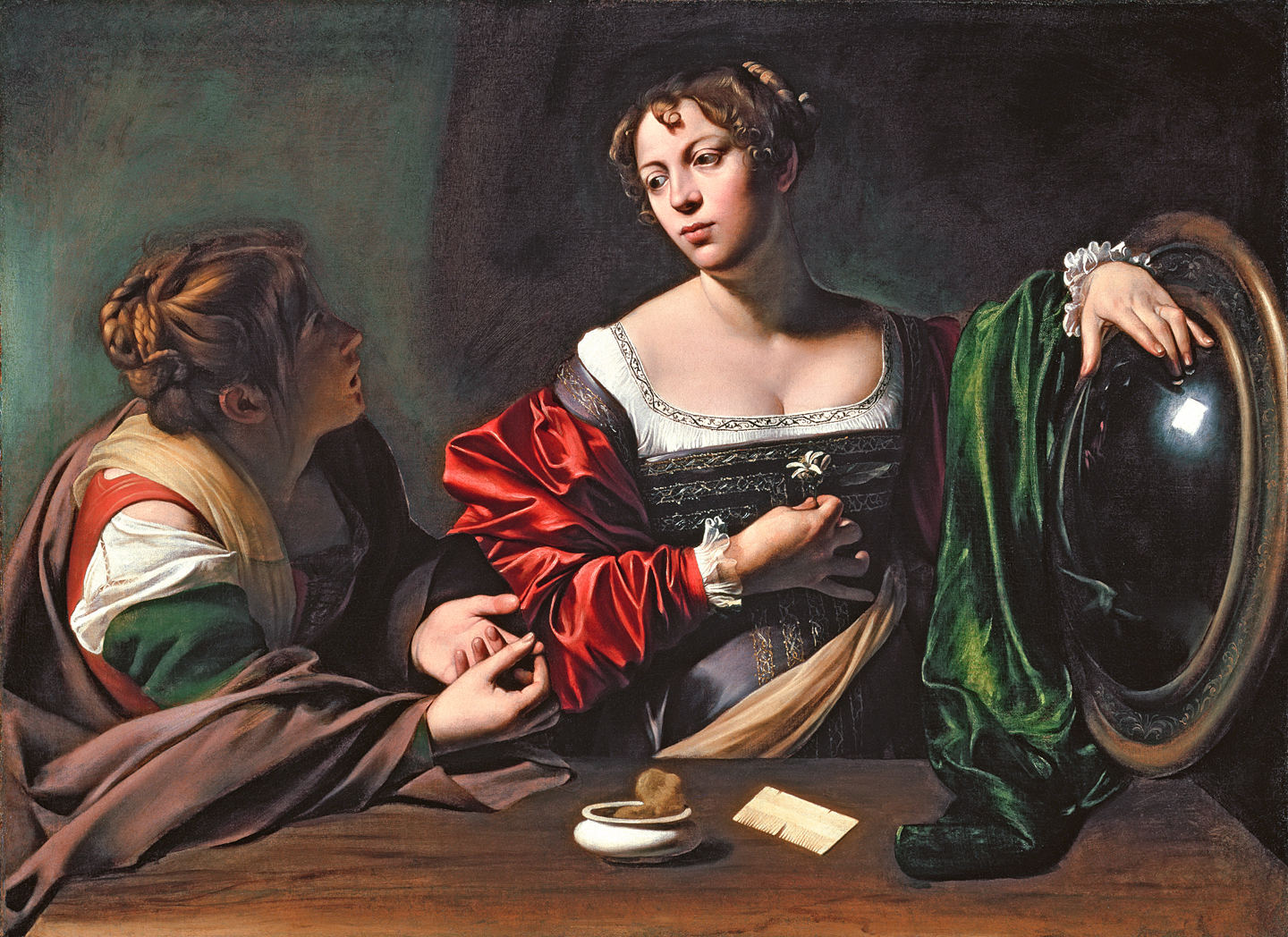
Le Caravage, Marthe et Marie-Madeleine, vers 1598
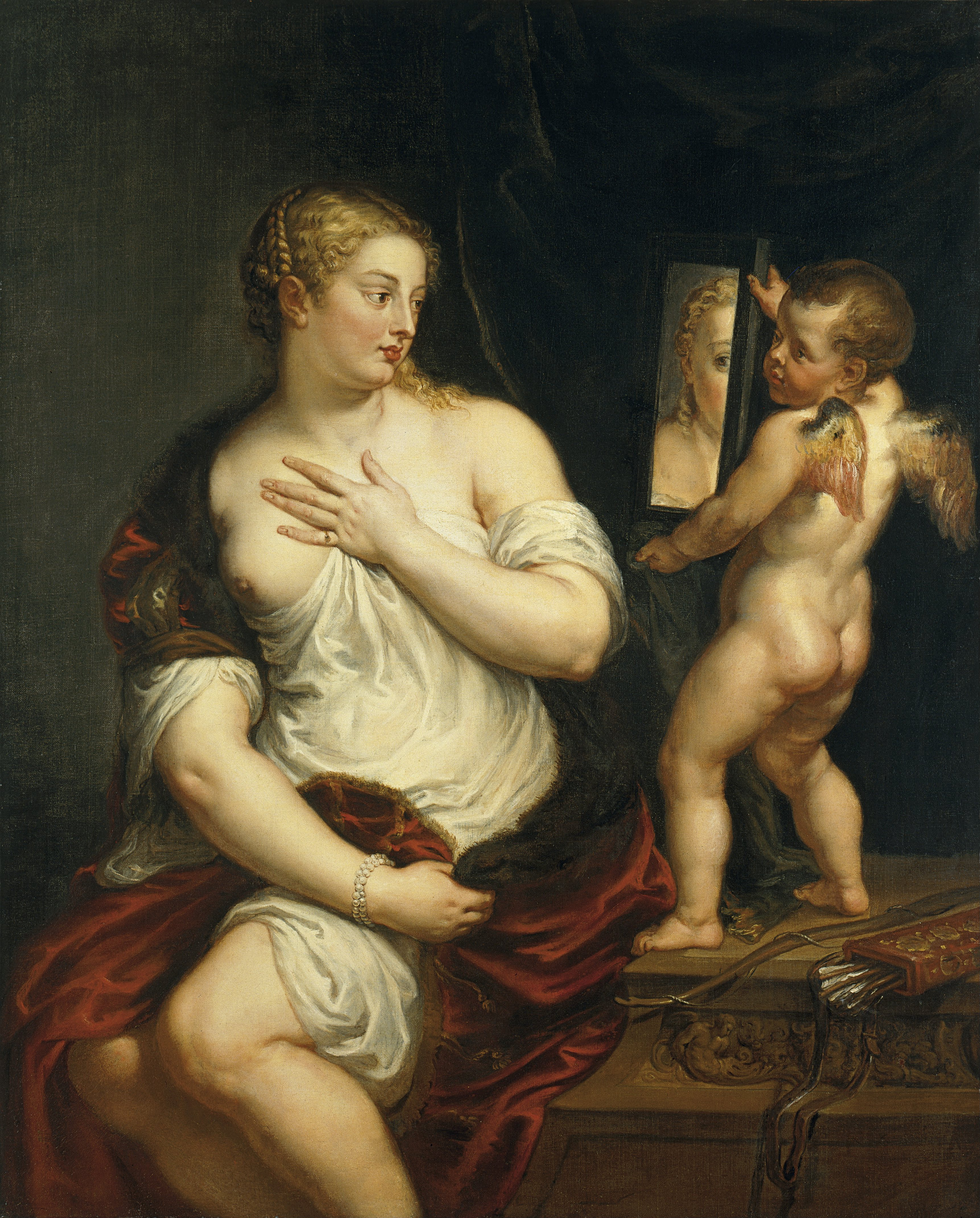
Pierre-Paul Rubens, Vénus et Cupidon, v.1606-1611
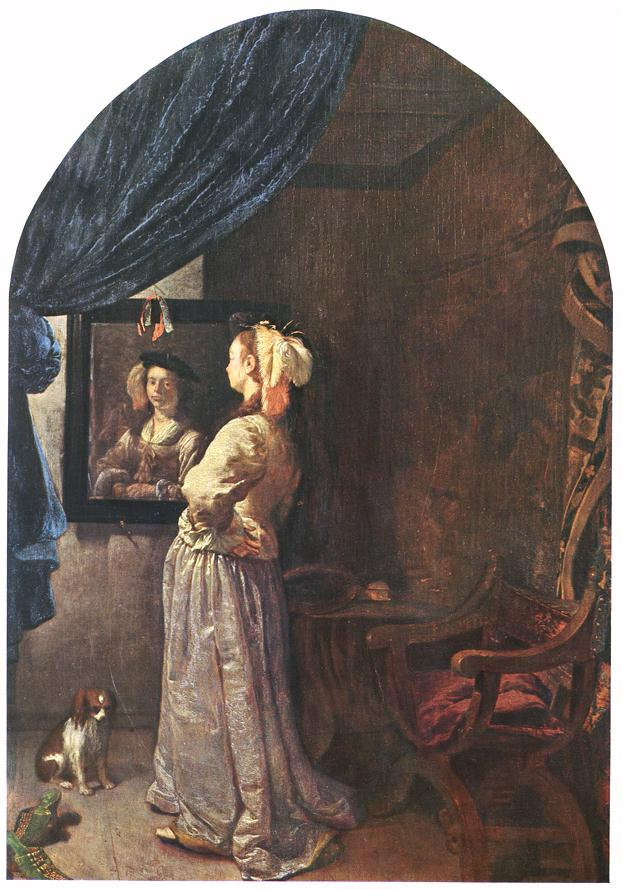
Frans van Mieris l'Ancien, Femme devant un miroir, v.1670

- Bernardo Strozzi,
La vieille femme,
après 1630
- Paulus Moreelse,
L'amour profane,
1627
- Georges de La Tour,
La Madeleine aux deux flammes,
vers 1640
- Marie-Geneviève Bouliard,
Aspasia,
1794
- Karl Brioullov,
La diseuse de bonne aventure,
1836

- Christoffer Wilhelm Eckersberg,
Femme à sa toilette,
1841
- Auguste Toulmouche,
Vanité,
vers 1870
- Edgar Degas,
Dans un café,
1875-1876
- Wilhelm Gallhof,
Le collier de corail,
1878
- Anders Zorn,
La toilette,
1878

- Gustave Caillebotte,
Dans un café,
1880

- Félicien Rops,
Narcissisme,
vers 1880
- Edouard Vuillard,
Autoportrait au miroir de bambou,
vers 1890
- Charles Martin Hardie,
Le miroir de l'atelier,
1898
- Louise Catherine Breslau,
La toilette,
1898
- Magnus Enckell,
une fille se coiffant,
1902

- William Orpen,
La robe orientale,
1906
- Mary Cassatt,
Denise,
1908
- Ambrose McEvoy,
La boucle d'oreille,
avant 1911
- Lovis Corinth,
Devant le miroir,
1912
- Ernst Ludwig Kirchner,
Femme devant son miroir,
vers 1912

- Otto Mueller,
Deux filles avec un miroir,
vers 1912
- Lovis Corinth,
Fille devant un miroir,
1918
- Albert Henry Collings,
Reflet,
1919
- Harold Harvey,
La lettre,
1937
- Frederick Carl Frieseke,
Autoportrait,
1938